# Unió de Repúbliques Socialistes Soviètiques
La Unió de Repúbliques Socialistes Soviètiques, abreujat Unió Soviètica, i en sigles, URSS (en rus: Союз Советских Социалистических Республик, transcrit: Soiuz Sovétskikh Sotsialistítxeskikh Respúblik AFI /sɐˈjus sɐˈvʲɛtskʲɪx sətsɨəlʲɪsˈtʲitɕɪskʲɪx rʲɪˈspublʲɪk / ( ? i  escolteu-ne la pronunciació en rus); abreujat en rus: Советский Союз, transcrit: Sovetski Soiuz; en sigles en rus: СССР, transcrit: SSSR), va ser un estat situat al nord d'Euràsia, que va existir de 1922 a 1991 sobre el territori d'allò que havia estat l'Imperi Rus. Una manera més informal i simplificada emprada pels seus residents per anomenar-la era la Unió (Soiuz). Era una confederació constitucional d'estats socialistes basada en la ideologia comunista. La Unió Soviètica tenia un sistema polític de partit únic, dominat pel Partit Comunista fins al 1990.
L'URSS va sorgir després de la Revolució d'Octubre, el 1917, i un període posterior de guerra civil, al final del qual els comunistes o bolxevics van prendre el poder. La seva fundació va ser el desembre de 1922 quan la RSFS de Rússia s'uní a les repúbliques d'Ucraïna, Belarús i Transcaucàsia. Després de la mort de Vladímir Lenin, el primer líder soviètic, el poder va quedar consolidat en Ióssif Stalin, qui portà a terme una industrialització massiva per tot el país amb una economia planificada i una gran repressió política.
El nombre de repúbliques que formaven la Unió va variar amb el temps, però n'hi havia 15 en l'etapa final. La més important, de llarg, era Rússia, tant en termes d'extensió i població, com d'economia i política.
Durant la Segona Guerra Mundial, la Unió Soviètica va ser envaïda per l'Alemanya Nazi al juny de 1941, malgrat haver signat un pacte de no-agressió. Després de quatre anys de guerra, la Unió Soviètica emergí com una de les dues superpotències mundials, estenent la seva influència principalment a l'Europa Oriental, dominant l'agenda global de la política econòmica, els afers exteriors, operacions militars, intercanvis culturals, progressos científics (incloent-hi l'inici de l'exploració espacial) i l'esport (incloent-hi els Jocs Olímpics). La Unió Soviètica i els seus estats satèl·lits del Bloc Oriental van formar una de les dues faccions de la Guerra Freda de l'era de la postguerra, en una prolongada lluita global ideològica i política contra els Estats Units i els seus aliats del Bloc Occidental. En última instància, el bloc soviètic va perdre finalment la guerra, havent estat colpejada per l'estancament econòmic i per la lluita política interior i exterior. Des de l'any 1988, Mikhaïl Gorbatxov, el darrer líder soviètic, intentà reformar el país mitjançant les seves polítiques de perestroika i glasnost, però la Unió Soviètica es col·lapsà i es dissolgué al desembre de 1991 després d'un intent de cop d'estat. Des de llavors, la Federació Russa ha exercit els seus drets i complert les seves obligacions.

## Geografia de la Unió Soviètica
La Unió Soviètica va tenir la seva màxima extensió el 1990, quan ocupava 22.400.000 km², sent el país més gran del món. Cobria una sisena part de la terra habitada, i la seva superfície era comparable a la de Nord-amèrica. La major part del país quedava al nord dels 50° de latitud nord. Ocupava la porció oriental del continent europeu, constituint una quarta part de l'àrea del país, sent a més el centre econòmic i cultural del país; la porció septentrional del continent Asiàtic s'estenia des de l'oceà Pacífic a l'est fins a l'Afganistan al sud, i estava molt menys poblada que la zona europea. Tenia uns 10.000 kilòmetres d'est a oest, des de Kaliningrad a l'oest fins a l'illa Ratmanova (a les illes Diomedes) a l'Estret de Bering; ocupant 11 fusos horaris i tenia 7.200 km de nord a sud. A causa de la immensa mida del país, tenia cinc zones climàtiques ben diferenciades: tundra, taigà, estepa, desert i muntanya. L'11% de la terra era cultivable, el 16% eren prats i pastura, el 41% era bosc i el 32% restant estava definit com a "altres" (incloent-hi la tundra).
La Unió Soviètica tenia la frontera més llarga del món. Dos terços de la frontera era a la costa de l'oceà Àrtic. A través de l'estret de Bering s'arribava als Estats Units. A més, limitava amb l'Afganistan, Xina, Txecoslovàquia, Finlàndia, Hongria, Iran, Mongòlia, Corea del Nord, Noruega, Polònia, Romania i Turquia entre 1945 i 1991.
El riu més llarg de la Unió Soviètica era l'Irtix. La muntanya més alta era el Pic del Comunisme (actualment Pic Ismail Samani) al Tadjikistan, amb una cota màxima de 7.495 metres. El llac més gran del mar, el mar Caspi, també estava situat principalment a la Unió Soviètica, així com el llac més profund, el llac Baikal.

## Repúbliques
Constitucionalment, la Unió Soviètica fou una federació de Repúbliques Socialistes Soviètiques (RSS), si bé el mandat de l'enormement centralitzat Partit Comunista convertia la Unió en quelcom merament nominal.
Les primeres repúbliques sorgiren just després de la Revolució d'Octubre del 1917. Al principi les repúbliques eren semi-independents les unes de les altres, malgrat que els respectius governs actuaven de forma coordinada dirigits pels líders pel Partit Comunista de la Unió Soviètica.
Al desembre de 1922, quatre repúbliques (República Socialista Federada Soviètica de Rússia, RSS d'Ucraïna, RSS de Belarús i RSFS de Transcaucàsia) s'uniren formant la Unió de Repúbliques Socialistes Soviètiques mitjançant el Tractat de la Unió. El 1924, durant la delimitació nacional a l'Àsia central, amb les repúbliques de l'Uzbekistan Turkmenistan sent formades a partir de la RSFS de Rússia, així com dues noves dependències, Coràsmia i Bukharà. El 1929, l'RSS del Tadjikistan va crear-se des de l'RSS de l'Uzbekistan.
Amb la constitució de 1935, les repúbliques constituents de la RSFS de Transcaucàsia, nominalment Geòrgia, Armènia i Azerbaidjan, van ser elevades a repúbliques de la Unió, mentre que les repúbliques del Kazakhstan i Kirguizstan naixien a partir de la RSFS de Rússia. A partir de l'agost de 1940 es formà l'RSS de Moldàvia a partir de zones d'Ucraïna i de zones de Bessaràbia annexionades de Romania, així com les repúbliques d'RSS d'Estònia, Letònia i Lituània, creades després que les repúbliques bàltiques fossin annexionades per la Unió Soviètica. L'RSS Carelo-Finlandesa va ser separada de la RSFS de Rússia el març de 1940, però hi tornà el 1956, sent formalment la República Socialista Soviètica Autònoma de Carèlia.

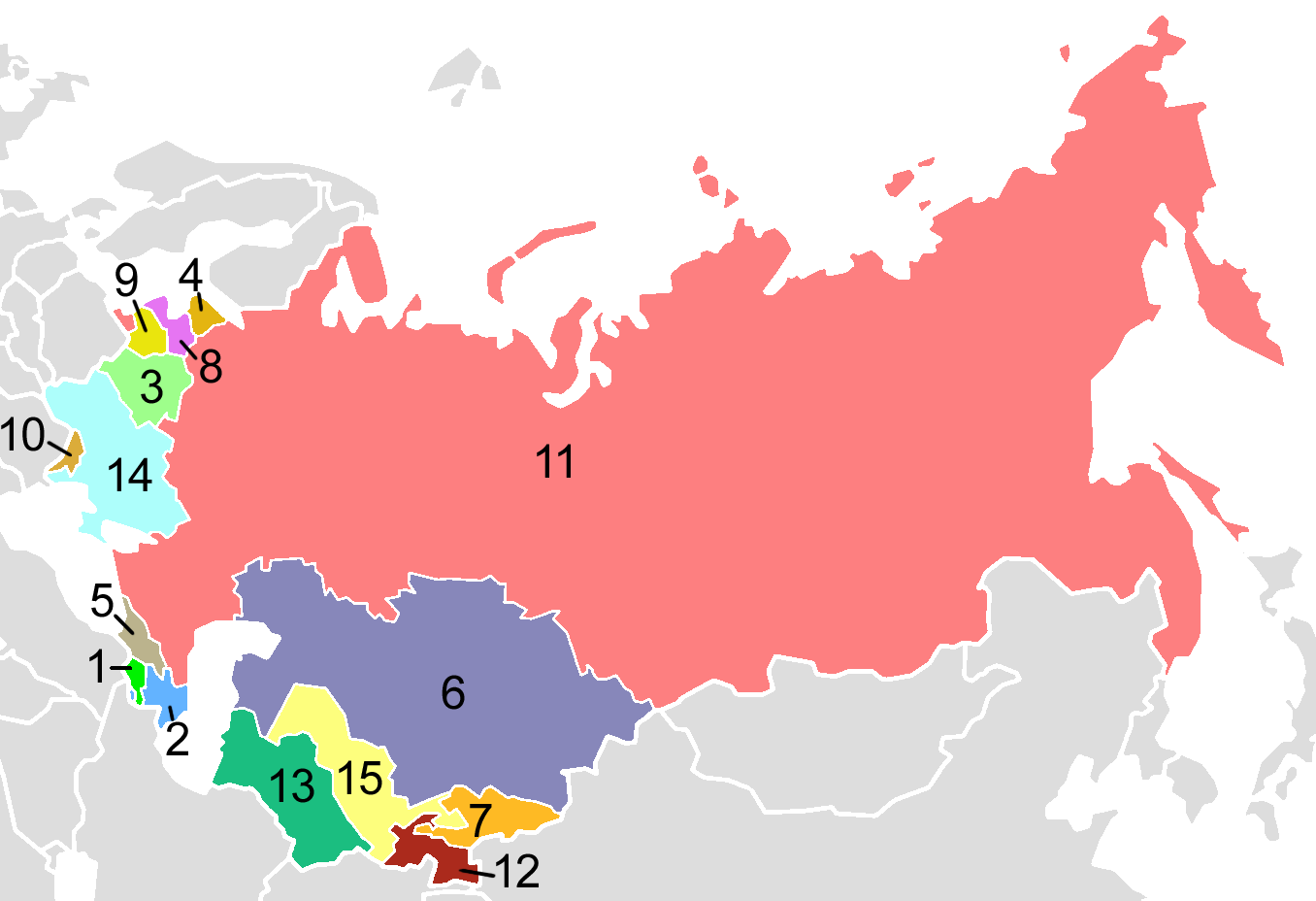
Mapa de les Repúbliques Socialistes Soviètiques

Entre juliol de 1956 i setembre de 1991 hi havia 15 repúbliques (vegeu el mapa)
Els criteris per a l'establiment de noves repúbliques foren els següents:
1. Que estiguessin situades a la perifèria del Epe per tal que fossin capaces de poder exercir el dret a la secessió,
2. que fossin suficientment fortes econòmicament per tal de poder subsistir de manera independent i
3. que fossin anomenades segons el grup ètnic dominant si aquest tenia almenys un milió d'habitants.

El 16 de novembre de 1988, el Soviet Suprem de l'RSS d'Estònia aprovà la declaració de Sobirania Estoniana que confirmava la sobirania estoniana i declarà la supremacia de les lleis estonianes sobre les lleis soviètiques. Al març de 1990 el nou Soviet Suprem de l'RSS de Lituània declarà la independència, seguida per la declaració del Soviet Suprem Georgià a l'abril de 1991. Si bé el dret a secessió estava nominalment garantit per la constitució i pel tractat de la unió, aquest era només teòric, i les autoritats de la Unió es negaren a reconèixer-lo Després de l'intent de cop d'estat d'agost de 1991, la resta de repúbliques seguiren el mateix camí. Finalment, la Unió Soviètica reconegué la secessió d'Estònia, Letònia i Lituània el 6 de setembre de 1991. la resta de repúbliques es reconegueren com a independents amb la dissolució final de la Unió Soviètica al desembre de 1991. A partir del col·lapse de la Unió, onze de les quinze repúbliques formaren la Comunitat d'Estats Independents.
| Núm. | Repúbliques soviètiques | Estats independents |
| ---- | ----------------------- | ------------------- |
| 1    | RSS d'Armènia           | Armènia             |
| 2    | RSS de l'Azerbaidjan    | Azerbaidjan         |
| 3    | RSS de Belarús          | Belarús             |
| 4    | RSS d'Estònia           | Estònia             |
| 5    | RSS de Geòrgia          | Geòrgia             |
| 6    | RSS del Kazakhstan      | Kazakhstan          |
| 7    | RSS del Kirguizstan     | Kirguizstan         |
| 8    | RSS de Letònia          | Letònia             |
| 9    | RSS de Lituània         | Lituània            |
| 10   | RSS de Moldàvia         | Moldàvia            |
| 11   | RSFS de Rússia          | Rússia              |
| 12   | RSS del Tadjikistan     | Tadjikistan         |
| 13   | RSS del Turkmenistan    | Turkmenistan        |
| 14   | RSS d'Ucraïna           | Ucraïna             |
| 15   | RSS de l'Uzbekistan     | Uzbekistan          |

## Govern i política de la Unió Soviètica
La Unió Soviètica va ser creada el 1922. En un inici es crearen diversos organismes; però el nou estat no s'institucionalitzà fins a l'aprovació de la Constitució soviètica de 1924, on s'establien unes bases fonamentals de l'Estat:
- el Poder legislatiu superior era representat pel Soviet Suprem de la Unió Soviètica
- el Poder executiu era representat pel Consell de Ministres de la Unió Soviètica i pel Partit Comunista de la Unió Soviètica, l'únic partit legal al país.[10]
- el Poder judicial era representat pel Tribunal Suprem de la Unió Soviètica; però no era independent de les altres branques del govern.

El Soviet Suprem (rus: Verjovni Soviet) era elegit mitjançant sufragi universal i estava format per dues assemblees: 
1. El Soviet de la Unió o Soviet dels Diputats del Poble: de 791 integrants, triats cada 4 anys per sufragi universal, i que representava als ciutadans soviètics.
2. El Soviet de les Nacionalitats: de 625 diputats representants de les repúbliques i de les províncies autònomes, com de les àrees o circumscripcions nacionals. Era la cambra territorial, equivalent als senats occidentals.

Una altra font de poder parlamentari era el Congrés dels Soviets, que es reunia anualment i estava format per representants de diversos soviets de la Unió. El cap d'Estat estava encarnat en un òrgan col·lectiu: el Presídium del Soviet Suprem de l'URSS, i President del Presídium era de iure el Cap de l'Estat. El govern l'exercia el Consell de Ministres, els integrants dels quals eren triats pel Soviet Suprem que liderava el President del Consell de Ministres de l'URSS.
A la constitució de 1924 s'incloïa per primera vegada l'estructura federal de la Unió Soviètica, així com el dret de les repúbliques federares a separar-se de l'URSS i a establir-se com a estats independents. En aquesta constitució, a diferència de les altres, no es donava una funció rellevant a l'Estat al Partit Comunista.
La Unió Soviètica era una república federal basada en 15 repúbliques unides. A més, una sèrie d'unitats territorials formaven les repúbliques. Aquestes també tenien una jurisdicció pensada per protegir els interessos de minories nacionals. Les repúbliques tenien les seves pròpies constitucions, que, juntament amb la Constitució de la Unió, proporcionaven la divisió teòrica del poder a la Unió Soviètica. Llevat de la RSFS de Rússia tenien el seu propi Partit Comunista. Tot i això, el 1989, el PCUS i el govern central s'apropiaren de tota autoritat significativa, establint les polítiques que havien de portar a terme els governs de les repúbliques, províncies, óblasts i districtes.

### El Partit Comunista

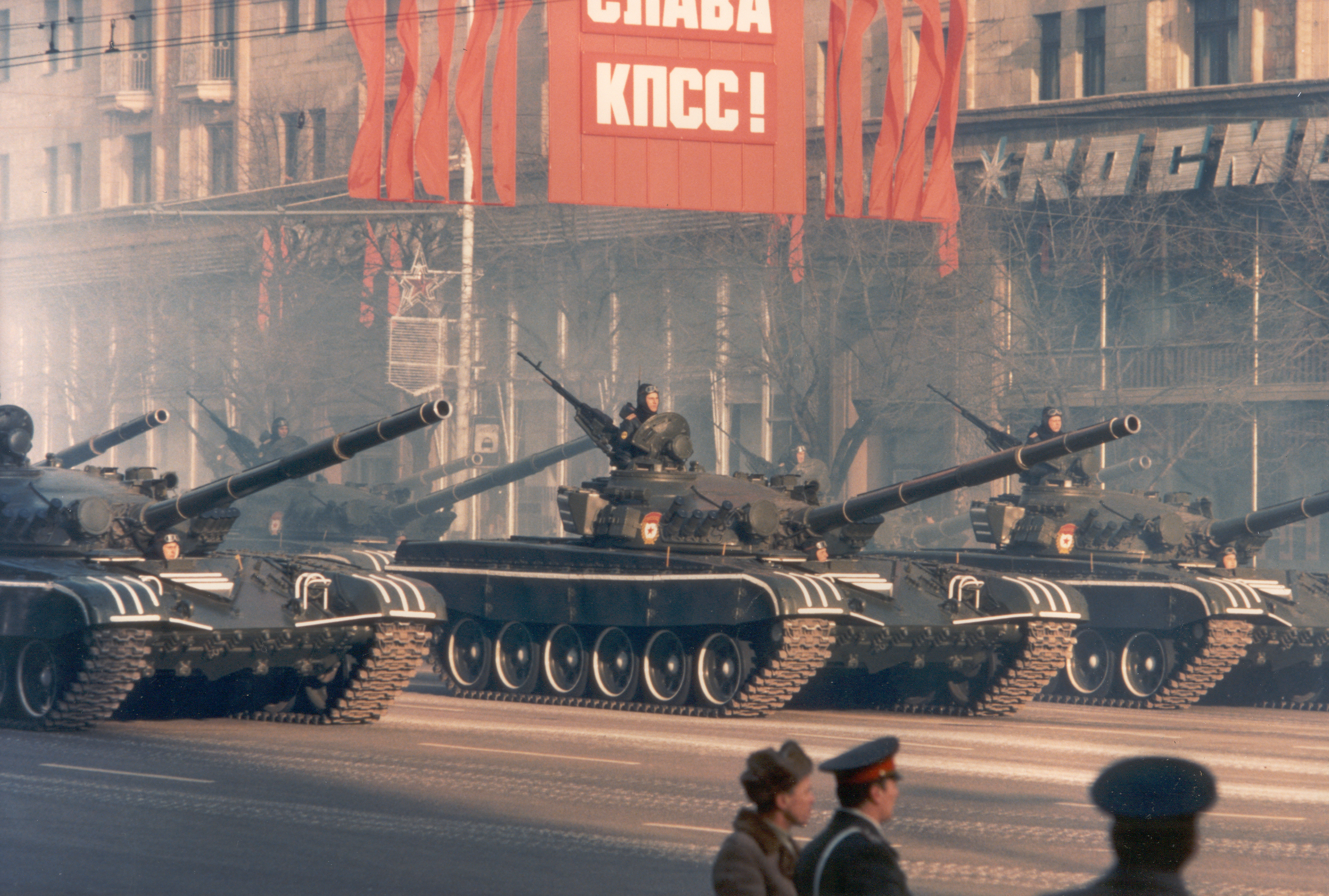
La desfilada militar anual de Moscou en commemoració del 66è Aniversari de la Revolució d'Octubre (1983). La bandera diu Glòria al PCUS!

Al capdamunt del Partit Comunista hi havia el Comitè Central, elegit als congressos i conferències del Partit. El Comitè Central, pel seu costat, escollia el Politburó (anomenat Presídium entre 1952 i 1966), el Secretariat i la Secretaria General (anomenada Primera Secretaria entre 1953 i 1966), literalment el màxim càrrec de la Unió Soviètica. Depenent del grau de consolidació de poder, podien ser tant el Politburó com a cos col·lectiu o la Secretaria General, que sempre era ocupada per un dels membres del Politburó, qui dirigien el país i el partit (excepte pel període de Stalin, marcat per un autoritarisme altament personalitzat, exercit directament a través de la seva posició al Consell de Ministres més que no pas al Politburó després de 1941). No estaven sotmesos al control de la massa dels membres de Partit, car el principi clau de l'organització del Partit era el centralisme democràtic, demanant una estricta subordinació als cossos superiors, i les eleccions eren incontestades, car els candidats eren proposats pels nivells superiors.
El Partit Comunista va mantenir el seu domini sobre l'estat principalment pel seu control sobre el sistema de nomenament. Tots els oficials del govern i la majoria dels diputats del Soviet Suprem eren membres del Partit, i el més important era la seva situació dins la jerarquia del Partit. Dels caps del Partit, Stalin entre 1941 i 1953 i Khrusxov entre 1958 i 1964, també van ser Premiers. Després del retir forçós de Khrusxov la presidència del partit prohibí aquesta doble presidència, però els darrers Secretaris Generals, almenys durant una part del període al càrrec, també ocuparen la posició de President del Presídium del Soviet Suprem, nominalment el cap de l'Estat, encara que era un nomenament bàsicament cerimonial. Les institucions a nivells inferiors eren supervisades i a vegades substituïdes per les organitzacions primàries del Partit.
A la pràctica, però, el control del Partit podia estendre's per tota la burocràcia estatal, en particular després de la mort de Stalin; burocràcia estatal que perseguia interessos diferents dels del Partit, a vegades fins i tot entrant en conflicte. El Partit, malgrat tot, era monolític de dalt a baix, encara que les faccions van ser ocasionalment prohibides.

### Govern de la Unió Soviètica

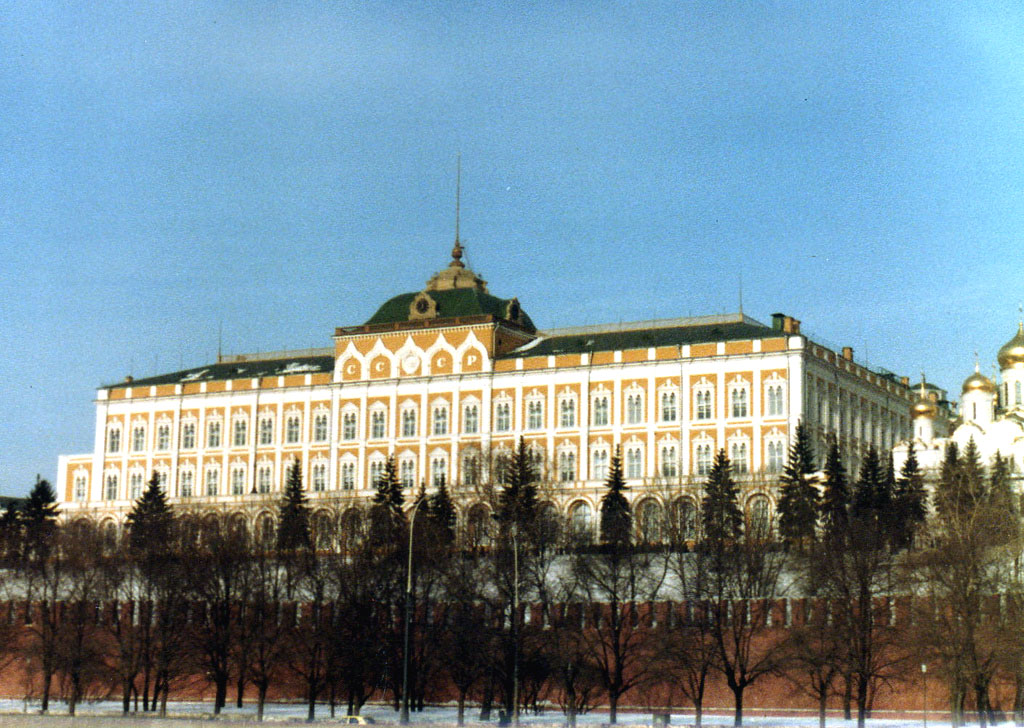
El Gran Palau del Kremlin, seu del Soviet Suprem de l'URSS, el 1982.

El Soviet Suprem, conegut abans de 1936 com a Comitè Central Executiu, votava pràcticament unànimement per la població en unes eleccions incontestables, elegint el màxim cos estatal durant la major part de la història soviètica, mentre que en un inici simplement actuava com una institució per segellar, aprovar i implementar totes les decisions imposades pel Partit, adquirí poders addicionals després de l'aprovació dels Plans Quinquennals i pel pressupost estatal soviètic. El Soviet Surem elegia un Presídium per exercir el seu poder entre les sessions plenàries, ordinàriament celebrades en dues ocasions a l'any, i nomenava el Tribunal Suprem, al Fiscal General i al Consell de Ministres (conegut abans de 1946 com a Consell de Comissaris del Poble), presidit pel President (Premier) i dirigia l'enorme burocràcia responsable per l'administració de l'economia i la societat. Les estructures de l'Estat i del Partit de les repúbliques constituents emulaven enormement l'estructura de les institucions centrals, si bé la RSFS de Rússia, a diferència de la resta de repúbliques, no va tenir una branca republicana del PCUS durant la major part de la seva història, sent dirigida pel PCUS fins al 1990. Les autoritats locals s'organitzaven mitjançant els comites locals, els soviets locals i els comitès executius. Mentre que el sistema estatal era nominalment federal, el PCUS era unitari.
La política de seguretat de l'estat (el KGB i la resta d'agències que el van precedir) van tenir un paper molt important en la política soviètica. Van ser instrumentals en el terror estalinista. Després de mort de Stalin, la policia de seguretat de l'Estat va quedar sotmesa a un estricte control per part del Partit. Sota Iuri Andrópov, cap del KGB entre 1967 i 1982 i Secretari General del Partit entre 1982 i 1983, el KGB, a més de dedicar-se a la supressió de la dissensió política i el manteniment d'una extensa xarxa d'informadors, es convertí en un actor polític amb una certa extensió independent dins de l'estructura del partit, culminant en la campanya anticorrupció enfocada a oficials d'alt rang del Partit que es portà a terme a la fi de la dècada de 1970 i inicis dels 80.

#### Governants de la Unió Soviètica
La Unió Soviètica era un estat socialista federal compost per quinze repúbliques, creat el 30 de desembre de 1922 i dissolt el 25 de desembre de 1991. Si bé el comandament de l'Estat i del govern eren càrrecs diferents, bona part del poder polític requeia en el Secretari General i altres membres del seu Comitè Central.
De fet, era habitual que el Secretari General del Partit fos President del Presídium, Cap de l'Estat o President del Consell de Ministres (Cap de Govern). Fins a Nikita Khrusxov era costum que el líder del Partit estigués directament a càrrec del poder executiu, però a partir del seu successor Leonid Bréjnev ocuparen la comandància de l'Estat. La premsa occidental, per un general, feia cas omís d'aquestes distincions i anomenava al líder polític President de la Unió Soviètica o Primer Ministre de la Unió Soviètica, encara que aquests càrrecs no van existir oficialment fins als darrers mesos del govern de Mikhaïl Gorbatxov.
El càrrec de Secretari General del Partit Comunista no va ser creat fins a l'abril de 1922, convertint-se en el màxim càrrec després de la mort de Lenin. Entre març de 1953 i el 8 d'abril de 1966 el càrrec s'anomenà Primer Secretari. A partir d'aquesta data i fins al 14 de març de 1990 el càrrec tornà a denominar-se Secretari General del PCUS.
Líders de la Unió Soviètica
- Secretaris generals del Partit Comunista de la Unió Soviètica
  - Ióssif Stalin (1922-1953)
  - Nikita Khrusxov (1953-1964)
  - Leonid Breixnev (1964-1982)
  - Iuri Andrópov (1982-1984)
  - Konstantín Txernenko (1984-1985)
  - Mikhaïl Gorbatxov (1985-1991)

- Caps d'Estat de la Unió Soviètica
  - Mikhaïl Kalinin (1938-1946)
  - Nikolai Ixvèrnik (1946-1953)
  - Kliment Voroixílov (1953-1960)
  - Leonid Bréjnev (1960-1964)
  - Anastàs Mikoian (1964-1965)
  - Nikolai Podgorny (1965-1977)
  - Leonid Bréjnev (1977-1982)
  - Iuri Andrópov (1983-1984)
  - Konstantín Txernenko (1984-1985)
  - Andrei Gromiko (1985-1988)
  - Mikhaïl Gorbatxov (1988-1991)

- Caps del govern de la Unió Soviética
  - Vladímir Ilitx Uliànov (Lenin) (1922-1924)
  - Aleksei Ríkov (1924-1930)
  - Viatxeslav Mólotov (1930-1941)
  - Ióssif Stalin (1941-1953)
  - Georgi Malenkov (1953-1955)
  - Nikolai Bulganin (1955-1958)
  - Nikita Khrusxov (1958-1964)
  - Aleksei Kosiguin (1964-1980)
  - Nikolai Tíkhonov (1980-1985)
  - Nikolai Rijkov (1985-1991)
  - Valentín Pàvlov (1991)
  - Ivan Silaiev (1991)

### Separació de poders i reformes
Les constitucions soviètiques, que van ser promulgades el 1918, 1924, 1936 i 1977, no limitaven el poder de l'estat. No existia una separació de poders formals entre el Partit, el Soviet Suprem i el Consell de Ministres, car Lenin i els seus companys bolxevics creien que el parlamentarisme i la separació de poders només van ser creades pels burgesos per confondre als pobres i al proletariat. La fusió de les funcions executives i legislatives eren persuasives. El sistema era governat menys per estatuts que per convencions informals. No existia cap mecanisme establert de successió. A la mort de Lenin seguí un període de lluita amarga i mortal pel poder dins del Politburó, fet que es repetí a la mort de Stalin, o amb la remoció del poder de Nikita Khrusxov, la qual va ser a causa d'un cop tant al Politburó com al Comitè Central. Tots els líders del Partit anteriors a Gorbatxov van morir mentre que estaven al càrrec, llevat de Georgi Malenkov (mort el 1988) i Khrusxov, ambdós dimitits del lideratge del Partit enmig d'una lluita interna.
El 1988-1990, fent front a una considerable oposició, Mikhaïl Gorbatxov legislà reformes subtraient poder als alts cossos del Partit i fent al Soviet Suprem menys depenent. Es creà el Congrés de Diputats del Poble, on la majoria dels seus membres havien estat elegits per la població mitjançant eleccions disputades celebrades al març de 1989. D'aleshores ençà el Congrés elegiria al Soviet Suprem, que esdevindria un parlament a temps complert, molt més fort que abans i, encara que enormement conservador, per primera vegada des de la dècada dels anys 20 seria quelcom més que una cambra que només donaria el vistiplau a les propostes del Partit i del Consell de Ministres. El 1990 Gorbatxov introduí i assumí el càrrec de President de la Unió Soviètica, concentrà el poder a la seva oficina executiva, independent del Partit i subordinant el govern, ara anomenat Gabinet de Ministres de la Unió Soviètica, a si mateix. Les tensions augmentaven entre les autoritats de la Unió sota Gorbatxov, els reformistes, encapçalats a Rússia per Ieltsin i que controlaven el recentment elegit Soviet Suprem de la RSFS de Rússia, i la línia dura del Partit Comunista. Entre el 19 i el 21 d'agost de 1991, un grup de membres de la línia dura portaren a terme un intent de cop d'estat. Després del fracàs del cop, el Consell d'Estat de la Unió Soviètica esdevingué el màxim orgue de poder a la Unió Soviètica durant el període de transició. Gorbatxov dimití com a Secretari General, seguint com a President durant els darrers mesos d'existència de la Unió Soviètica.

### Sistema judicial
El poder judicial soviètic no era independent de les altres branques del govern. El Tribunal Suprem supervisava els tribunals inferiors (els Tribunals del Poble) i aplicava la llei segons estava establerta per la Constitució o segons l'interpretés el Soviet Suprem. El Comitè de Supervisió Constitucional revisava la constitucionalitat de lleis i actes. La Unió Soviètica emprava el sistema inquisitorial del dret romà, on el jutge, el fiscal i l'advocat defensor treballaven en col·laboració per establir la veritat.

## Relacions internacionals

Mapa dels estats membre del Pacte de Varsòvia

Després de la inicialment negació per part del món capitalista del reconeixement diplomàtic, la Unió Soviètica arribà a tenir relacions oficials amb la majoria de les nacions del món a inicis de la dècada de 1980. La Unió Soviètica també havia augmentat la seva importància a l'esfera internacional, des d'estar fora de les organitzacions i negociacions internacionals, a ser un dels àrbitres del destí d'Europa després de la Segona Guerra Mundial.
Com a membre de les Nacions Unides des de la seva fundació el 1945, la Unió Soviètica es convertí en un dels cinc membres permanents del Consell de Seguretat, que li donava el dret a veto a les seves resolucions.
La Unió Soviètica va emergir de la Segona Guerra Mundial com una de les dues principals potències mundials, una posició que va mantenir durant quatre dècades mitjançant la seva hegemonia a l'Europa Oriental, la seva força militar, l'ajut a països en vies de desenvolupament i investigació científica, especialment en tecnologia especial i armamentista. La influència cada cop més gran de la Unió Soviètica a l'exterior durant els anys de la postguerra ajudà a conduir cap a un sistema comunista als països de l'Europa Oriental, units per acords militars i econòmics; igualant a l'Imperi Britànic com superpotència global, tant en el seu sentit militar com en la seva capacitat per expandir la seva influència més enllà de les seves fronteres. El Consell d'Assistència Econòmica Mútua, més conegut com a COMECON, establert el 1949 com a bloc econòmic dels països comunistes dirigits des de Moscou, serví com a marc per a la cooperació entre les economies planificades de la Unió Soviètica i, més endavant, per a la cooperació comercial i econòmica amb el Tercer Món. L'economia soviètica també era de gran importància per a l'Europa Oriental, a causa de les importacions dels recursos naturals vitals soviètics, com el gas natural.

Mapa dels estats membres del Comecon al novembre de 1986.
Membres
Membres que no van participar
Associats
Observadors

Membres del COMECON
Gener de 1949: 
- Bulgària
- Txecoslovàquia
- Hongria
- Polònia
- Romania
- Unió Soviètica

Febrer de 1949: 
- Albània (malgrat que no renuncià formalment com a membre fins a 1987, deixà de participar en les activitats del Comecon el 1961)

1950:
- República Democràtica Alemanya

1962:
- Mongòlia

1972:
- Cuba

1978:
- Vietnam

Associats
1964:
- Iugoslàvia

Observadors
1950:
- Xina (deixà de participar en les activitats del Comecon el 1961)

1956:
- Corea del Nord

1973:
- Finlàndia

1975:
- Iraq
- Mèxic

1976:
- Angola

1984:
- Nicaragua

1985:
- Moçambic

1986:
- Afganistan
- Etiòpia
- Laos
- Iemen del Sud

Moscou considerava l'Europa Oriental com una zona excel·lent per defensar les seves fronteres occidentals, i assegurà el seu control a la regió transformant els països de l'Europa de l'Est en estats satèl·lits. Així doncs, les tropes soviètiques van intervenir a la Revolució hongaresa de 1956 i citaren la doctrina Bréjnev, el contrapunt soviètic a les doctrines estatunidenques de Johnson i Nixon, i ajudaren a expulsar al govern txecoslovac el 1968, en l'anomenada Primavera de Praga.
A la fi dels anys 50, una confrontació amb Xina respecte a l'apropament de l'URSS amb occident, que Mao rebutjà, sumada al revisionisme de Khrusxov, conduí al trencament sinosoviètic. Això donà lloc a una separació per tot el moviment comunista arreu del món i que règims comunistes com el d'Albània o Cambodja elegiren aliar-se amb Xina en lloc de la Unió Soviètica. Per un altre costat, la guerra entre els anteriors aliats semblava ser una possibilitat, i tot i que les relacions s'alleugerarien als anys 70, no tornarien a la normalitat fins a l'era de Gorbatxov. Durant el mateix període va haver-hi una tensa confrontació entre els Estats Units i la Unió Soviètica arran del desplegament soviètic de míssils nuclears a Cuba.

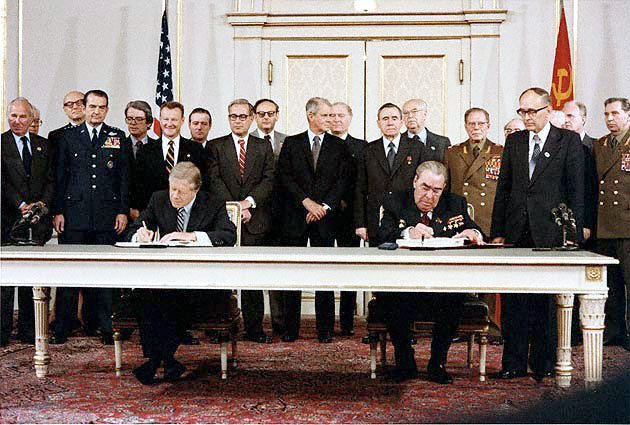
Signatura per part de Leonid Bréjnev i Jimmy Carter dels acords SALT II el 18 de juny de 1979 a Viena.

El KGB (Comitè per a la Seguretat de l'Estat) serví en certa manera com a contrapartida soviètica a l'Oficina d'Investigació Central (FBI) i a l'Agència Central d'Intel·ligència (CIA) estatunidenques. Funcionà mitjançant una immensa xarxa d'informadors per tota la Unió Soviètica, que també seria emprada per supervisar les violacions de la llei. La branca exterior del KGB va ser usada per recollir informació a països de tot el món. Després del col·lapse de la Unió Soviètica el 1991 va ser substituït a Rússia pel SVR (Servei d'Intel·ligència Estrangera) i el FSB (Servei Federal de Seguretat)
El KGB, però, no estava sense control. El Directori Principal d'Intel·ligència (GRU), l'existència del qual no va ser fet pública per la Unió Soviètica fins a l'era de la perestroika, va ser creat per Lenin el 1918 i serví com a orgue centralitzat de la intel·ligència militar i com a controlador institucional per a l'energia, amb relativament menys restriccions que el KGB. Eficaçment, serví per espiar als espies i, curiosament, el KGB realitzà una funció semblant vers el GRU. Igual que el KGB, el GRU funcionà en altres països de tot el globus, particularment als estats del bloc soviètic i països satèl·lits. Actualment el GRU segueix existint a Rússia, amb uns recursos superiors als del SVR segons algunes estimacions.

Ronald Reagan i Mikhaïl Gorbatxov en la primera cimera de Ginebra (1985).

Durant la dècada de 1970 la Unió Soviètica assolí una paritat nuclear aproximada a la dels Estats Units. Percebia la seva pròpia implicació com a essencial per a la solució de qualsevol problema internacional important. Mentrestant, la Guerra Freda donà pas a la distensió i a un patró més complicat de les relacions internacionals, en les quals el món no va estar clarament dividit en dos blocs oposats. Els països menors tenien més capacitat per afirmar la seva independència, i les dues superpotències van reconèixer el seu interès comú en intentar controlar l'extensió i la proliferació de les armes nuclears.
Durant aquest període, la Unió Soviètica havia formalitzat tractats d'amistat i cooperació amb molts estats no comunistes, especialment al Tercer Món i en estats del moviment dels no alineats, com l'Índia o Egipte. Tot i alguns obstacles ideològics, Moscou augmentà el seu interès per adquirir posicions estratègiques importants mitjançant el Tercer Món. Per aquests motius, la política exterior soviètica era de gran importància per al món no-comunista, ajudant a determinar el tenor de les relacions internacionals.
Tot i que en la formació i execució de la política exterior soviètica van estar implicades innombrables burocràcies, les pautes principals eren determinades pel Politburó. Els primers objectius de la política exterior soviètica havien estat el manteniment i realçament de la seguretat nacional i el manteniment de l'hegemonia soviètica a l'Europa Oriental. Les relacions amb els Estats Units i l'Europa Occidental també eren una preocupació important pels regidors soviètics, i les relacions amb els estats del Tercer Món van ser almenys parcialment determinades per la proximitat de cadascun dels estats a la frontera soviètica i a les estimacions soviètiques de la seva significació estratègica.
Després que Mikhaïl Gorbatxov succeís a Konstantín Txernenko com a Secretari General del PCUS el 1985 introduí molts canvis en la política exterior i econòmica soviètica. Gorbatxov perseguí polítiques conciliatòries vers l'oest en lloc de mantenir l'statu quo de la Guerra Freda. La Unió Soviètica finalitzà l'ocupació de l'Afganistan, signà tractats estratègics sobre la reducció d'armament amb els Estats Units i va permetre que els seus aliats a Europa Oriental determinessin els seus propis afers. La caiguda del Mur de Berlín senyalà dramàticament el final de l'imperi exterior soviètic a l'Europa Central i Oriental. Dos anys després, el 1991, l'imperi interior soviètic també finalitzaria.
Després de la dissolució de la Unió Soviètica el 25 de desembre de 1991, Rússia demanà ser el successor legal de l'estat soviètic dins l'esfera internacional. A tal efecte, Rússia acceptà voluntàriament el deute exterior soviètic i reclamà com a pròpies les propietats soviètiques d'ultramar. Per evitar conflictes subseqüents sobre les propietats soviètiques, els acords de variant zero van ser proposats als estats novament independents segons l'statu quo en el moment de la dissolució (Ucraïna és l'única exrepública soviètica que no ha entrat en aquest acord). També es plantejaren qüestions sobre la vigència dels tractats que havia signat la Unió Soviètica, com per exemple el Tractat de míssils antibalístics; Rússia manté la posició que aquests tractats segueixen vigents, i que han de ser llegits com si Rússia fos la signatària.

## Economia

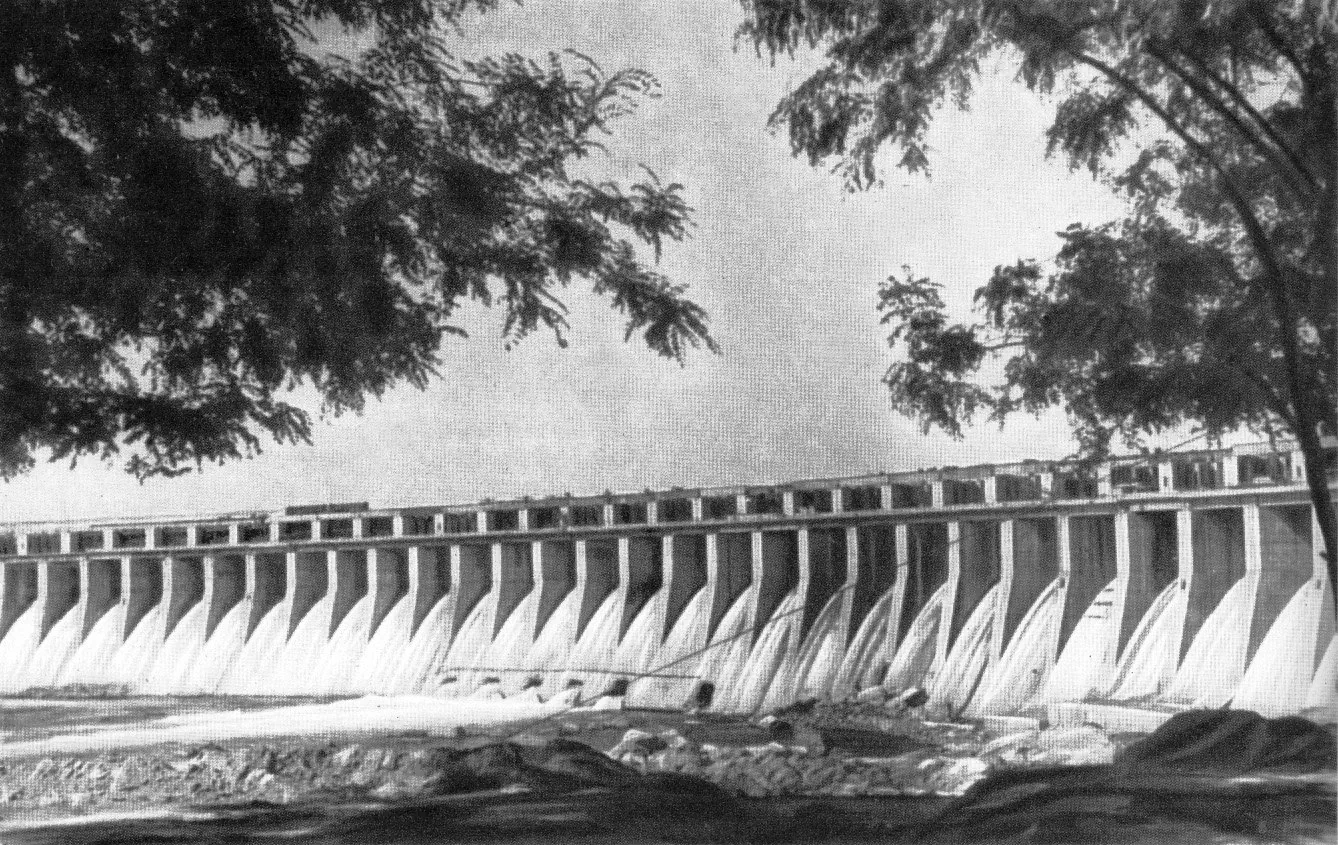
La Estació Hidroelèctrica del Dnièper, una de les moltes centrals hidroelèctriques soviètiques

La Unió Soviètica va ser el primer país que adoptà una economia planificada, on la producció i la distribució de les mercaderies estaven centralitzades i dirigides pel govern. La primera experiència bolxevic sobre la direcció econòmica va ser la política del comunisme de guerra, que comportà la nacionalització de la indústria, la distribució centralitzada de les manufactures, la requisa coactiva de la producció agrícola, i diverses temptatives d'eliminar la circulació de diners, així com de la indústria privada i el comerç lliure. Com que es va veure agreujat a causa del col·lapse econòmic producte de la guerra, el 1921 Lenin substituí el Comunisme de Guerra per la Nova Política Econòmica (la NEP), legalitzant el comerç lliure i que les petites indústries poguessin estar en mans privades. En conseqüència, la indústria es recuperà ràpidament.
Després d'un llarg debat entre els membres del Politburó sobre el curs del desenvolupament econòmic, entre 1928 i 1929, després d'aconseguir el poder, Ióssif Stalin abandonà la NEP i promogué una planificació central absoluta, iniciant la col·lectivització forçosa de l'agricultura i promovent una legislació draconiana sobre el treball. Es mobilitzaren tots els recursos soviètics per aconseguir una ràpida industrialització del país, que expandí enormement la capacitat soviètica en la indústria pesant i els béns capitals durant la dècada de 1930. Els preparatius per a la guerra va ser un dels motius de la industrialització, principalment a causa de la desconfiança del món capitalista. D'ací, la Unió Soviètica es transformà de ser una economia principalment agrària a una potència industrial, establint les bases per a la seva emergència com a superpotència després de la seva recuperació posterior a la Segona Guerra Mundial. Durant la guerra, l'economia soviètica i la seva infraestructura van patir una destrucció enorme que requeriren una reconstrucció massiva.
A inicis de la dècada de 1940, l'economia soviètica havia aconseguit relativament autàrquica; i fins a la creació del COMECON, només una petita part dels productes soviètics entraven al comerç internacional. Després de la creació del Bloc Oriental, el comerç exterior va créixer enormement. Tot i això, la influència de l'economia mundial sobre la Unió Soviètica va ser limitada pels preus domèstics fixos i pel monopoli estatal sobre el comerç exterior. El cereal i manufactures sofisticades de consum esdevingueren els principals articles importats a la dècada de 1960. Durant la cursa armamentística de la Guerra Freda, l'economia soviètica va quedar molt sotmesa a la despesa militar, la qual tenia al darrere una gran burocràcia depenent de la indústria armamentística. Al mateix temps, la Unió Soviètica es convertí en el principal exportador d'armament als països del Tercer Món. Grans sumes dels recursos soviètics durant la Guerra Freda van ser destinades a l'ajut d'altres països socialistes.
Des de 1930 i fins al seu col·lapse el 1991, la manera de funcionar de l'economia soviètica romangué sense variacions. L'economia era dirigida per una planificació central, portada a terme pel Gosplan i organitzada mitjançant Plans Quinquennals. A la pràctica, però, aquests plans eren provisionals, subjectes a la intervenció dels superiors. Totes les decisions econòmiques clau eren preses pel lideratge polític. Els recursos destinats i els objectius del pla eren denominats en rubles més que no pas en béns físics. L'assignació final de la producció s'assolia mitjançant una contractació descentralitzada. Malgrat que els teòrics preus eren legalment senyalats des de dalt, a la pràctica els preus sovint eren negociats, i els lligams horitzontals informals eren corrents.
Part dels serveis bàsics eren finançats per l'estat, com l'educació i la sanitat. En el sector productiu, es donava més prioritat a les indústries pesada i de defensa que a la producció de béns de consum. Els béns de consum, sobretot fora de les grans ciutats, eren sovint escassos, de poca qualitat i varietat limitada. Sota una economia dirigida, els consumidors gairebé no tenien cap influència en la producció i, per tant, les exigències canviants d'una població amb ingressos creixents no es poden satisfer per l'oferta a preus rígidament fixos. Va créixer una enorme "segona economia" no planificada al costat de la planificada a nivells baixos, que proporcionava part dels béns i serveis que no podien subministrar els planificadors. La reforma econòmica de 1965 va intentar la legalització d'alguns elements de l'economia descentralitzada.
Encara que no es pot confiar en les estadístiques de l'economia soviètica i el seu creixement econòmic és difícil de precisar, l'economia soviètica continuà expandint-se fins a mitjans de la dècada de 1980. Durant les dècades de 1950 i 1960 l'economia soviètica va tenir un creixement relativament alt equiparant-se amb l'oest. Malgrat això, després de 1970 el creixement, tot i que seguí sent possitiu, declinà de manera constant i més ràpidament que en altres països, malgrat un veloç increment en el stock de capital (la taxa d'increment de capital només va ser superada pel Japó).
Malgrat això, entre 1960 i 1989, la taxa de creixement de la renda per capita a la Unió Soviètica estava lleugerament per damunt a la mitjana mundial (basada en 102 països). Però a causa de l'alt nivell d'inversió en capital físic, l'alt percentatge de població amb una educació secundària, i el baix creixement de la població de la nació l'economia hauria d'haver crescut molt més ràpidament. D'acord amb Stanley Fischer i William Easterly, el creixement de l'economia soviètica va ser un dels pitjors del món. Segons els seus càlculs, l'ingrés per capita de la Unió Soviètica el 1989 hauria d'haver estat el doble del que va ser, si la investigació, l'educació i la població haguessin tingut el seu efecte normal en el creixement. Els autors atribueixen aquesta pobra actuació a la pobra productivitat del capital a la Unió Soviètica.
El 1987, Mikhaïl Gorbatxov intentà reformar l'economia mitjançant el seu programa de Perestroika. Les seves polítiques rebaixaven el control estatal sobre les empreses, però encara no les permetia substituir-les pels incentius del mercat, la qual cosa resultà en un declivi de la producció. L'economia, encara patint per la disminució dels beneficis de l'exportació de petroli, començà a col·lapsar-se. Els preus encara estaven fixats i la propietat encara va estar en mans de l'Estat fins després de la dissolució de la Unió Soviètica. Durant la major part del període entre la II Guerra Mundial i el seu col·lapse, l'economia soviètica va ser la segona major del món segons el seu PIB, encara que en termes de per capita el PIB soviètic estava per darrere dels països del Primer Món.

### Energia

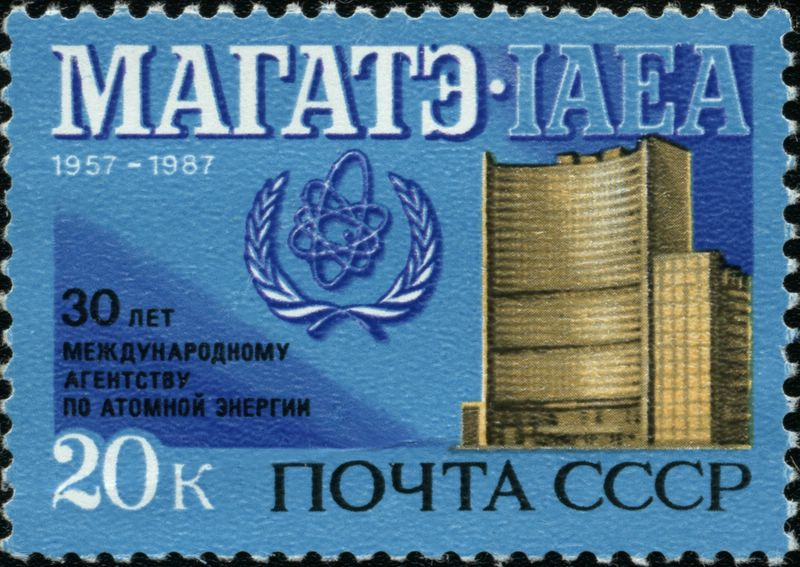
Segell soviètic commemoratiu del 30è aniversari de l'Agència Internacional de l'Energia Atòmica.

La necessitat de combustible a la Unió Soviètica minvà durant diversos anys, tant per ruble del producte social brut com per ruble del producte industrial. A l'inici, aquest declivi va ser molt gran, però gradualment s'alentí entre 1970 i 1975. Entre 1975 i 1980 fins i tot va créixer lentament, només un 2,6%. L'historiador David Wilson creia que la indústria gasística soviètica sumaria el 40% del total de la producció de combustible soviètic a la fi del segle xx; però aquesta teoria no es pogué demostrar a causa del col·lapse soviètic. En teoria, la Unió Soviètica hauria continuat tenint una taxa de creixement econòmic entre el 2 i el 2,5% durant la dècada dels 90 gràcies al camp energètic. Però el sector energètic soviètic va haver de fer front a un munt de dificultats, entre elles l'enorme despesa militar i les relacions hostils amb els països del Primer Món en l'era pre-Gorbatxov.
El 1991, la Unió Soviètica tenia una xarxa de 82.000 km d'oleoductes i de 206.000 pel gas natural. El petroli i els seus derivats, gas natural, metalls, fusta, productes agrícoles i una varietat de productes manufacturats, principalment maquinària, armament i equipament militar, eren exportats. Durant les dècades de 1970 i 1980, la Unió Soviètica depengué de les exportacions de combustible fòssil per obtenir moneda forta. El 1988, en el seu punt màxim, era el major productor i el segon major exportador de cru, superat només per l'Aràbia Saudí.

### Ciència i tecnologia
La Unió Soviètica va posar un gran èmfasi en la ciència i en la tecnologia dins de la seva economia, tot i que els seus majors èxits tecnològics, com la producció del primer satèl·lit artificial eren sota responsabilitat militar. Vladímir Lenin i els seus successors van posar un gran èmfasi en la ciència, la tecnologia i les innovacions. Lenin era de l'opinió que la Unió Soviètica no podria arribar al nivell del món desenvolupat si seguia tan endarrerida tecnològicament com estava. Així doncs, les autoritats soviètiques van unir-se al pensament de Lenin mitjançant el desenvolupament massiu i la recerca. El 1989, els científics soviètics es trobaven entre els especialistes millors preparats del món en diversos camps, com en el de la física energètica, la matemàtica, certs camps de la medicina, soldadura i tecnologies militars. A causa de la rígida planificació estatal i de la burocràcia, els soviètics no van tenir tants èxits en camps com la química, la biologia o la informàtica, quedant molt endarrerits respecte als països del Primer Món.

### Transport

La bandera de l'Aeroflot durant l'època soviètica

El transport va ser un component clau en l'economia de la nació. La centralització econòmica de la fi de la dècada de 1920 i 1930 portà al desenvolupament de les infraestructures a una escala massiva, notablement amb la creació d'Aeroflot, una empresa aeronautica. El país tenia una àmplia varietat de mitjans de transport per terra, mar i aire. Però a causa d'un mal manteniment, gran part de les carreteres i de mitjans marítims i aèries estaven desfassats respecte als del Primer Món. La xarxa ferroviària soviètica era la més extensa i més intensament usada al món, i també estava millor desenvolupada que en molts països occidentals. A la de la dècada de 1970 i l'inici de la de 1980, els economistes soviètics reclamaven per la construcció de més carreteres per alleugerir el pes dels ferrocarrils soviètics i per millorar el pressupost públic. La xarxa de carreteres i la indústria automòbilistica estaven subdesenvolupades, i els camins de grava eren habituals fora de les grans ciutats. Els projectes de manteniment eren incapaços de tenir cura de les poques carreteres del país. A mitjans de la dècada de 1980 les autoritats intentaren resoldre el problema ordenant construir-ne de noves. Un altre obstacle a la indústria de l'automòbil era que creixia a una taxa major que la construcció de carreteres.
Malgrat les millores, diversos aspectes del sector del transport estaven ancorats pels problemes ocasionats per la infraestructura desfassada, la manca d'inversió, la corrupció i les males decisions politiques. La demanda d'infrastructes i serveis de transport augmentava, i les autoritats soviètiques es demostraren incapaces de fer front a les necessitats públiques. La subdesenvolupada xarxa de carreteres comportà a un augment en la demanda de transport públic.
Pel seu costat, la flota mercant soviètica era una de les majors del món.

## Història

### La revolució de 1917
El 1914 l'Imperi Rus va entrar a la Primera Guerra Mundial al costat de França i de la Gran Bretanya. Les repetides derrotes de l'exèrcit rus a les mans dels austro-alemanys i el desballestament de l'economia van ser el detonant que va fer esclatar la revolució de 1917. El descontentament dels obrers i de la burgesia es va accentuar pel gener i el febrer de 1917 amb les dificultats per a obtenir queviures, la manca de matèries primeres i l'acomiadament de milers d'obrers.

#### La guerra mundial va accelerar el moviment revolucionari
La guerra va abocar una part important de la població a unes condicions de vida miserables. La major part de la indústria va passar a ser indústria de guerra, i per això les necessitats bàsiques de la població no es van poder cobrir. La manca de mà d'obra al camp, com a resultat de la lleva, va fer baixar la producció agrícola i molts camperols es van negar a lliurar les collites. Els preus es van apujar de seguida i la capacitat adquisitiva dels assalariats va minvar vertiginosament. La manca de primeres matèries va fer tancar moltes fàbriques i va fer créixer la desocupació i els conflictes socials.
En el terreny polític, la guerra va provocar la desintegració de l'estat tsarista. Els funcionaris estatals estaven descontents perquè la minva dels seus salaris havia estat més espectacular que la de qualsevol altre sector social. A més, la desfeta militar va fer trontollar l'autoritat i va provocar una situació de descontentament entre els soldats i la població, que veia, espaordida, com els soldats russos morien al front (a la fi de 1916 hi havia dos milions de morts i quatre milions de mutilats). Per tot això, els complots a la cort es van sovintejar en aquests anys, sobretot aprofitant les llargues absències del tsar quan visitava el front. Els assumptes polítics van quedar en mans de la tsarina Alexandra, que feia i desfeia al seu gust sota la influència del monjo Grigorij Jefimovic Rasputin, que va ser assassinat en una conspiració nobiliària el 30 de desembre de 1916. La manca d'autoritat i el desgavell a la cort va estimular l'oposició a la Duma Estatal, on la majoria dels diputats s'uniren per criticar la incapacitat dels ministres i de la cort.

#### Revolució de Febrer
El 23 de febrer de 1917 (9 de març segons el calendari occidental), el dràstic racionament i la manca de carbó, a causa de la negligència administrativa, va provocar vagues a la fàbrica metal·lúrgica Putilov i manifestacions a Petrograd. Les autoritats no hi van intervenir; l'endemà, 200.000 vaguistes van reclamar pa. La nit del 26 al 27 de febrer (12 de març al calendari occidental), les tropes encarregades del manteniment de l'ordre a Petrograd, formades per joves de lleva mal alimentats i sotmesos a una disciplina humiliant, quan van rebre l'ordre de disparar sobre la multitud es van amotinar i van afusellar els oficials. Al matí, van confraternitzar amb els obrers, es van apoderar de l'Arsenal i van prendre el Palau d'Hivern sense trobar resistència.
Per defensar la revolució, van començar a sorgir els primers grups d'obrers armats i ben aviat van constituir la Guàrdia Roja, que els mesos següents va tenir un paper fonamental. Enmig de tots aquests esdeveniments van tornar a aparèixer els soviets d'obrers, de soldats i de camperols, que aviat es van estendre per tot l'Imperi. Els soviets agrupaven totes les forces revolucionàries: esserites (que hi tenien la majoria de delegats), anarquistes, menxevics i bolxevics.
A la Duma, els diputats liberals, fonamentalment els del partit Kadet, tement un esclat revolucionari, van crear un comitè executiu provisional, dirigit pel liberal Miljukov i el social-revolucionari Alexander Kérenski.
El comitè de la duma i el soviet de Petrograd van començar negociacions l'1 de març; el segon va acceptar de subordinar-se al primer, sempre que respectés els seus objectius fonamentals, que eren la convocatòria d'una assemblea constituent, la proclamació de les llibertats civils i l'amnistia dels presos polítics. El 2 de març es va constituir un govern provisional encapçalat pel príncep Georgui Lvov, un demòcrata constitucional (KD), que també va ocupar el ministeri de l'interior. Lvov va enviar dos emissaris al tsar. Abandonat pels seus generals, Nicolau II de Rússia va abdicar a favor del seu germà, el gran duc Miquel, que es va negar a succeir-lo enmig d'aquell caos. Aquest fet representava la caiguda dels Romànov.
L'Imperi Rus s'havia convertit en una república constitucional. El nou govern es va comprometre a fer reformes de caràcter polític (llibertat d'opinió, de premsa, de reunió, etc.) i social (igualtat davant la llei, drets sindicals, jornada laboral de 8 hores, etc.).

#### La dualitat de poders: govern i soviets, febrer-octubre de 1917
Els partits burgesos, agrupats al voltant del partit KD, dominaven el govern provisional, el qual va ser presidit primerament pel liberal L'vov, i després pel social-revolucionari Aleksandr Kérenski. El nou govern es va encarregar sobretot de crear un règim parlamentari capaç de donar eficàcia i estabilitat a l'Estat. Una de les primeres decisions que va prendre va ser la de complir els compromisos exteriors i continuar la guerra tot posposant unes reformes interiors per obtenir la victòria militar. D'antuvi, el govern provisional tenia el suport dels soviets i de tots els partits polítics, fins i tot del bolxevic.
Però, dues autoritats s'oposaven entre elles. Alguns membres del govern provisional volien trencar amb el soviet de Petrograd, que exercia un control constant sobre les seves actuacions, i altres optaven per la conciliació. A la fi d'abril va esclatar una crisi greu. Mentre el soviet preconitzava la idea d'una pau immediata i organitzava soviets de soldats, fet que va anul·lar l'esperit combatiu de l'exèrcit rus, Miljukov, el ministre d'Afers Estrangers, prometia als aliats que Rússia es mantindria al seu costat. El soviet de Petrograd es va alçar contra el govern amb una manifestació multitudinària d'obrers i soldats, i Miljukov va haver de dimitir el càrrec.
El retorn de Vladímir Il'ič Lenin de l'exili va donar un tomb radical a la situació. Lenin va defensar que la revolució no es podia mantenir dins d'uns límits estrictament burgesos i que calia continuar avançant per situar els obrers al poder. A les Tesis d'abril, va defensar la necessitat de no deixar consolidar el poder burgès i de llançar-se immediatament a la revolució proletària. Lenin va fer una crida a favor de la sortida immediata de la guerra i es va mostrar partidari de retirar el suport al govern provisional i de crear una república dels soviets. També era partidari de confiscar les terres dels grans propietaris i de repartir-les immediatament.
Lenin va veure que l'originalitat de la situació consistia en l'existència d'una dualitat de poders: un poder representat pel govern provisional, i un altre d'obrer en mans dels soviets. La força al carrer la tenien els segons, i si els soviets retiraven el suport al govern, aquest s'esfondraria i els soviets es convertirien en l'únic poder a Rússia. Convençut de la necessitat de prendre el poder, Lenin va llançar la consigna tot el poder per als soviets, que va esdevenir tot un programa d'acció revolucionària.
El soviet de Petrograd representava tots els partits revolucionaris (social-revolucionaris, socialdemòcrates i marxistes, dividits en menxevics i bolxevics), cadascun dels quals tenia dos escons en el comitè executiu. Amb tot, el soviet, veient que estava poc preparat per dirigir el país, va delegar la responsabilitat en el govern provisional, encara que s'hi va haver de posar en contra per fer prevaler les seves decisions. Així, va contribuir a l'autonomia de Finlàndia, a fixar la jornada de treball en vuit hores, a abolir la pena de mort, a proclamar el dret de vot i a acceptar l'elegibilitat de les dones.
Anarquistes i bolxevics, tot i que vaticinaren l'inexorable fracàs de la cohabitació de poders, van acceptar aquesta forma de procedir del soviet. Josif Stalin i Lev Kàmenev, dos caps bolxevics, van integrar el soviet i van preconitzar l'entesa amb els altres partits revolucionaris. Fins i tot, els bolxevics dels soviets de províncies van proposar la unió de tots els socialdemòcrates.
Lenin, exiliat a Zúric, va criticar severament aquesta tàctica unitària. A les Cartes des de lluny va condemnar el que anomenava "defensisme revolucionari" i va fer una crida perquè el soviet prengués el poder sota la direcció dels bolxevics.
A mitjan abril de 1917 Lenin va arribar a Petrograd dins el llegendari "vagó precintat". El viatge des de Suïssa va ser facilitat pel govern alemany, convençut que Lenin seria un factor provocador de revoltes a Rússia. Immediatament, Lenin va establir la línia política revolucionària del proletariat rus. A les Tesis d'abril rebutjava la guerra imperialista i perfilava l'estratègia a seguir en una fase de transició entre el poder burgès i el proletari. En essència, les tesis propugnaven: no donar suport al govern provisional i desemmascarar-ne la política; destacar el paper dels soviets; nacionalitzar la terra i la banca; el control pels soviets de la producció de béns i el repartiment dels productes; defensar la instauració d'una república de soviets d'obrers i camperols; combatre la confusió socialdemòcrata dins el partit revolucionari (per a la qual cosa proposava la nova denominació de "comunista"); i -d'acord amb això- reconstruir La Internacional sobre una base revolucionària.
L'estiu de 1917 la situació del poble rus no havia millorat gaire: la guerra continuava causant molts problemes i la fam persistia. Pel juliol hi va haver manifestacions que es van escampar per tot l'Imperi. L'exèrcit va reprimir amb duresa els manifestants, mentre el govern acusava els bolxevics d'incitar el poble a la violència i al desordre. Així, es va iniciar una persecució sistemàtica contra el partit bolxevic: el seu diari, Pravda, va ser tancat i Lenin va haver de tornar a l'exili. Mentrestant, tot l'Imperi es tornava a desorganitzar; al camp, els camperols ocupaven les terres i se les repartien; les minories nacionals reclamaven els seus drets; moltes fàbriques s'havien declarat en vaga i els soldats del front desertaven i no obeïen els seus oficials. A més, pel mes d'agost va augmentar la inestabilitat política amb la insurrecció contrarevolucionària del general Lavr Kornilov, que sols es va poder frenar amb la intervenció dels obrers armats i de les milícies bolxevics.

#### La revolució de l'octubre
Davant d'aquesta situació, els bolxevics van propugnar la insurrecció armada com l'única via possible per derrocar el govern provisional i consolidar el poder dels soviets. Per primera vegada van aconseguir que el soviet de Petrograd, presidit per Lev Trotski, i el de Moscou, donessin suport als seus plans. La insurrecció va quedar definitivament fixada per al 25 d'octubre (7 de novembre segons el calendari occidental), perquè coincidís amb la jornada d'obertura del Segon Congrés Panrús dels Soviets, fixada per a aquella data.
L'alçament va començar la nit del 24 d'octubre a Petrograd sota el comandament d'un comitè militar revolucionari que en poques hores va controlar tota la ciutat i el Palau d'Hivern, seu del govern provisional. Tots els membres del govern, tret de Kérenski, que va fugir, van ser detinguts. Durant les operacions no es va vessar gens de sang. Aquell mateix vespre el congrés dels soviets va destituir el govern provisional i va aprovar la formació d'un Consell de Comissaris del Poble que constituïa l'òrgan representatiu del primer govern obrer i camperol. En aquest consell, els bolxevics hi tenien la majoria i Lenin en va ser nomenat president.
El congrés també va adoptar les primeres mesures revolucionàries. Primerament va establir el decret sobre la pau segons el qual es proposava a tots els pobles i governs bel·ligerants que s'establissin negociacions immediates per a una pau justa i democràtica. Una delegació soviètica va iniciar negociacions amb Alemanya a Brest-Litovsk, el resultat de les quals va ser un tractat de pau que va comportar unes pèrdues territorials molt importants per al nou Estat soviètic. En segon lloc, es va signar el decret sobre la terra, pel qual es confiscaven les propietats de la corona, de la noblesa i de l'Església i es lliuraven als soviets perquè les repartissin entre els camperols. En tercer lloc, un decret sobre les nacionalitats reconeixia als diversos pobles de l'Imperi Rus el dret a l'autodeterminació. Finalment, es va establir el control obrer de les empreses de més de cinc treballadors i la nacionalització de la banca.

### La guerra civil (1917-1921)
Des dels seus inicis, el règim bolxevic va haver de fer cara a obstacles polítics, bèl·lics i econòmics que posaven en perill la seva existència. Lenin i els seus col·laboradors es van haver d'enfrontar amb l'animadversió de les potències occidentals, decidides a posar fi al bolxevisme amb la intervenció militar, amb l'oposició dels grups tsaristes i antibolxevics i amb una situació econòmica força caòtica.

#### La guerra civil i la intervenció estrangera
El comunisme de guerra és el terme aplicat a la política econòmica i social de la República Socialista Federada Soviètica de Rússia (nucli essencial d'allò que hauria d'ésser la Unió de Repúbliques Socialistes Soviètiques), en vigor des de la primavera de 1918 fins al març de 1921. Algunes de les mesures del comunisme de guerra, instituït durant la Guerra Civil Russa (1918-1921) pel govern del dirigent bolxevic Lenin, eren fruit de la ideologia comunista i tenien com a objectiu el desenvolupament de l'economia socialista d'Estat, que el règim considerava com el primer pas vers el comunisme. Unes altres eren respostes pragmàtiques als greus problemes econòmics, especialment a la greu crisi econòmica i la necessitat d'equipar l'Exèrcit Roig durant la Guerra Civil. Moltes d'aquestes polítiques incloïen elements tant ideològics com econòmics, i els historiadors han debatut sobre la importància relativa de cadascun d'ells en el marc de la política econòmica comunista de l'època. El terme comunisme de guerra va ser encunyat per Lenin al març de 1921 per a referir-se als criteris econòmics aplicats durant la Guerra Civil.
Cap al final de la primavera de 1918, el govern comunista va introduir diversos tipus de mesures econòmiques: el decomís dels productes agrícoles, la nacionalització de la indústria, el control estatal del comerç, el control centralitzat de la producció i distribució, l'assignació estatal dels recursos i la substitució dels diners pel sistema del troc. Molts comunistes consideraven que la Primera Guerra Mundial (1914-1918) havia aplanat el camí per al socialisme internacional, en expandir de forma espectacular el control de l'economia per l'Estat als països en conflicte, fent possible en la seva opinió la introducció immediata del socialisme a la República Socialista Soviètica Federada de Rússia.
L'origen de les mesures econòmiques va continuar essent econòmic i ideològic. Per una banda, el col·lapse econòmic del país durant la Guerra Civil va impulsar el govern a dur a terme la nacionalització dels mitjans de producció, però també la ideologia marxista del règim considerava aquest objectiu com a desitjable a causa que la propietat estatal dels mitjans de producció es concebia com la base del poder polític. De la mateixa manera, Lenin i altres dirigents estaven a favor de l'abolició dels diners tant per motius ideològics com, probablement, perquè el paper moneda havia perdut valor a causa de la inflació incontrolada. No obstant això, els camperols es resistien a vendre els productes agrícoles a canvi de diners devaluats, actitud que dificultava obtenir els subministraments necessaris per a l'Exèrcit i els treballadors de les ciutats. Els comunistes, que van titllar els camperols com "enemics de classe", van aplicar posteriorment una dura política d'apropiacions mitjançant els "exèrcits del gran", que s'encautarien de tots els productes alimentaris de les zones rurals.
Cap al final de la Guerra Civil, el govern va prosseguir, i fins i tot va intensificar, la política de decomís i control pròpia del comunisme de guerra. Aquesta va assolir el seu punt màxim el 1920, amb les propostes de militarització del treball, apadrinades principalment per Trotski, segons les quals els treballadors d'algunes regions serien obligats pel govern a treballar en regions i indústries determinades, i a més a més serien subordinats a una disciplina militar. La implantació del servei laboral universal es va imposar també el 1920 i es van formar exèrcits de treballadors als quals s'assignaven unitats de l'Exèrcit Roig per treballar a la indústria o a l'agricultura. Tanmateix, la producció agrícola i industrial va minvar precipitadament. Durant l'hivern de 1920-1921, la fam provocada per la sequera, la situació de privació general, la creixent oposició dels camperols a la confiscació del gra i el rebuig a les impopulars mesures governamentals van motivar vagues i revoltes a tot el país contra les quals el règim va respondre endurint la repressió. Al març de 1921, els mariners de la base naval de Kronstadt, que anteriorment havien estat ardents aliats dels bolxevics, van encapçalar una revolta contra l'austeritat de la política econòmica i la repressió de les vagues. La rebel·lió del Kronstadt va debilitar la confiança en el règim i va contribuir a l'abandonament del comunisme de guerra en favor de la Nova Política Econòmica (NEP), defensada per Lenin i aprovada al X Congrés del Partit Comunista al març de 1921. La NEP va relaxar el control del govern sobre l'economia, particularment en el sector agrícola, i va permetre l'existència d'algunes empreses privades per facilitar la recuperació econòmica. Així i tot, els comunistes van declarar que es tractava únicament d'un ajornament temporal abans de reprendre la marxa cap al socialisme. Posteriorment, Josif Stalin va reprendre moltes de les mesures del comunisme de guerra en la política d'industrialització del decenni de 1930.
Acabada la guerra amb Alemanya, el poder soviètic ben aviat va ser contestat pels antics partidaris del tsar i per les forces burgeses que havien donat suport al govern provisional. Kerenskj va llançar una ofensiva contra la capital que va ser aturada per la guàrdia roja. La Duma municipal de Petrograd (dominada pels socialistes) va fer una crida a la població perquè resistís l'embat bolxevic, mentre els funcionaris dels ministeris i de la banca començaven una vaga. Ràpidament, i amb l'objectiu de derrocar el govern soviètic, es van organitzar partides de cosacs i d'antics militars tsaristes que van formar l'anomenat Exèrcit Blanc. Aleshores, va començar una guerra civil que va durar fins a l'any 1921.
Les forces contrarevolucionàries van créixer en nombre quan, acabada la Primera Guerra Mundial, les potències vencedores van decidir d'intervenir contra la Rússia revolucionària. Aquesta va haver d'enfrontar-se a un blocatge internacional i a la invasió de tropes franceses, britàniques, poloneses, americanes i japoneses. Pel març de 1918 els soviètics només controlaven una part de territori al voltant de Petrograd i de Moscou, que va esdevenir la capital.
Per afrontar la nova situació, els bolxevics van encarregar a Trotski que organitzés l'exèrcit roig, format inicialment per voluntaris, i molt aviat van començar a obtenir les primeres victòries. Una disciplina ferma, una gran capacitat per mobilitzar les tropes i l'adopció de mesures revolucionàries que van fer que els camperols es posessin al seu costat, van donar el triomf als bolxevics. Però, la victòria de l'exèrcit roig es va deure sobretot a les divergències entre els generals de l'exèrcit blanc i a la retirada dels exèrcits estrangers a causa de la impossibilitat d'una victòria ràpida.

#### Comunisme de guerra
Com a resultat del conflicte, la producció va minvar i el proveïment no estava assegurat. El col·lapse econòmic va obligar el govern a prendre mesures extraordinàries ("comunisme de guerra"). Així, davant del boicot dels capitalistes, la política bolxevic inicial de respectar les activitats de la petita burgesia industrial i comercial es va reemplaçar per les expropiacions generalitzades. Al final de 1920 una gran part de la producció industrial i del comerç urbà havien estat socialitzats, i el paper dels diners per a les relacions econòmiques es va restringir i l'intercanvi en espècie va passar a primer terme.
Al mateix temps, es van nacionalitzar la banca, el comerç interior i exterior, els transports i les empreses de més de 10 treballadors. A més, les condicions de treball del proletariat es van fer molt dures ("qui no treballa no menja") i la disciplina laboral i el caràcter forçat del treball van dur a una mena de militarització de la producció obrera. Els drets sindicals van ser restringits i es va prohibir el dret de vaga.
L'agricultura es va posar al servei de la guerra. El problema més greu era el proveïment de les ciutats, on no arribaven els productes agrícoles, i quan ho feien era a uns preus exorbitants. Aleshores va començar la requisa forçosa de les collites, l'establiment de preus màxims i l'impost en espècie. Molts propietaris benestants van intentar d'esquivar les requises i introduir els seus productes al mercat negre.

#### Consolidació del poder bolxevic
La guerra civil i el boicot internacional a la Rússia soviètica van marcar l'orientació política i econòmica del nou Estat. Així, es va afavorir la centralització del poder en mans dels bolxevics, tot eliminant altres opcions polítiques. Els bolxevics representaven la força més organitzada i més capaç per conduir la guerra, i el conflicte no deixava cap més alternativa: o s'estava amb els bolxevics o s'estava amb els blancs. Davant d'aquesta disjuntiva, qualsevol oposició política va ser titllada de contrarevolucionària i, per tant, va ser perseguida i eliminada.
El govern provisional sorgit de la revolució del febrer de 1917 havia fixat el 12 de novembre com a data d'eleccions per a l'assemblea constituent, i un dels primers actes del Consell de Comissaris del Poble, que va pujar al poder després de la revolució d'octubre, va ser ratificar la convocatòria. Però els resultats electorals van fer canviar la posició dels bolxevics: dels 707 membres electes de l'assemblea, els social-revolucionaris van obtenir 410 diputats; els bolxevics, 175; el partit KD, l7; els menxevics, 16, i altres grups polítics menys importants, 86. Els bolxevics sabien que mai no podrien aplicar la seva política si depenien d'una assemblea que no controlaven, i per això, quan, el 5 de gener de 1918, es va reunir l'assemblea, els bolxevics van sotmetre a votació una resolució que fixava que l'assemblea se subordinés al poder dels soviets i que es va comprometre a donar suport a les seves decisions i a ratificar-les. La proposició es va rebutjar per majoria i, davant d'aquesta situació, els bolxevics no van permetre que l'assemblea es tornés a reunir.
Amb la dissolució del parlament, s'iniciava la construcció d'un nou tipus d'Estat, la Dictadura del Proletariat, que segons Lenin havia de representar una àmplia democràcia per a la majoria de la població: el proletariat i els camperols. En contrapartida, el nou Estat esdevindria una dictadura per a les velles classes opressores (burgesia i aristocràcia).
La guerra civil va accelerar el procés centralitzador i els bolxevics van limitar l'activitat de qualsevol partit que s'oposés a la seva actuació. La policia política que s'havia format el 1917 (txeka), va eliminar l'oposició dels anarquistes i dels social-revolucionaris, i també la dels menxevics. A partir de 1922 l'existència legal dels partits va ser cada vegada més fictícia. Els dirigents d'aquests partits sovint eren detinguts, la premsa dels partits no podia sortir i els actes públics eren prohibits. L'autonomia dels soviets cada vegada era més reduïda i la seva intervenció a les decisions polítiques i econòmiques va perdre força.
El partit bolxevic (anomenat comunista des de 1918) es va convertir en l'única institució que podia determinar la vida política, i progressivament Estat i Partit van coïncidir. Les veus que, entre els mateixos bolxevics, es van alçar contra aquesta situació (Alexandra Kollontai, l'Oposició Obrera) van ser eliminades o neutralitzades.

### L'expansió revolucionària i la formació de la III Internacional
El 2 de març de 1919, Lenin, el cap del govern soviètic organitza una nova Internacional, amb l'objectiu d'ajudar els revolucionaris europeus tot agrupant-los en una organització comuna destinada a reemplaçar la II Internacional. Malgrat el feble nombre de delegats i sobretot l'absència de representants de les grans organitzacions socialistes d'Europa occidental, que es malfiaven del bolxevisme i eren hostils a la dictadura del proletariat, la Conferència decideix de constituir-se en III Internacional, anomenada Internacional Comunista o Komintern. El congrés fundador escull com a president Grigori Zinóviev, un dels lloctinents de Lenin, i nomena un comitè executiu per assegurar la continuïtat entre els congressos successius. El segon congrés (1920) adopta vint-i-una condicions d'entrada per als partits nacionals, que reflecteixen la importància que Lenin atribueix a l'obediència incondicional. Aquestes vint-i-una condicions draconianes d'adhesió engendren l'escissió dels partits socialistes. A l'època de la mort de Lenin el 1924, la marea revolucionària ha reculat a Europa i els somnis d'una revolució socialista mundial han començat a fer lloc a les idees estretament nacionalistes del successor de Lenin, Josif Stalin. Per a Stalin, el Komintern no constitueix sinó un mitjà de protegir el seu poder absolut a l'interior i d'augmentar la influència soviètica a l'estranger. Els canvis radicals d'orientació i aparentment inexplicables de la política del Komintern, particularment pel que fa a la cooperació política amb partits no comunistes, són dictats per les intrigues domèstiques de Stalin i les seves estratègies de política estrangera. Per tranquil·litzar els seus aliats britànics i americans durant la Segona Guerra Mundial, Stalin no vacil·la gens a dissoldre el Komintern (maig de 1943).
Tots els bolxevics creien unànimement que calia una revolució mundial per salvaguardar la revolució russa. El capitalisme era un sistema internacional i el socialisme no podia triomfar en un sol Estat. A més, els principis de l'internacionalisme proletari comportaven necessàriament el desig que tots els pobles fessin la seva revolució. Juntament amb aquest principi de revolució mundial també calia crear un partit revolucionari mundial, és a dir, una Internacional. Com que per als bolxevics la Segona Internacional havia fracassat i era incapaç de conduir les masses de treballadors a l'emancipació, calia constituir una Internacional Comunista.
L'exemple de la Revolució Russa i les condicions miserables que patia el proletariat de molts països europeus al final de la guerra mundial van fer que a molts països esclatessin revoltes de caràcter bolxevic que pretenien tombar l'ordre burgès. Les més importants van ser la dels espartaquistes alemanys (Rosa Luxemburg) i la dels comunistes hongaresos (Béla Kun). Totes dues van fracassar i van ser sufocades, sobretot la primera, amb una repressió molt cruenta. Tot i això, els soviètics encara confiaven en la possibilitat de l'expansió revolucionària, i pel gener de 1919 Lenin i el seu partit van convocar una conferència internacional de partits comunistes, que es va obrir el 3 de març. Tret del partit comunista alemany, cap partit occidental no hi va enviar representants.
La formació de la Tercera Internacional (Komintern) va revifar les dissensions internes dels partits socialistes, força debilitats per la guerra. La qüestió era decidir si s'havien d'adherir al Komintern o a la Segona Internacional socialista, reconstituïda el febrer de 1919. La Internacional Comunista va promulgar 21 condicions per integrar-se a la nova Internacional. Aquestes condicions plantejaven l'obligació de depurar del partit els elements reformistes, anarquistes o petitburgesos, el suport a la revolució russa i la reforma dels partits sota els principis d'organització i de disciplina bolxevics. L'acceptació o no d'aquestes condicions a molts països va provocar la divisió dels partits socialistes entre una majoria que va continuar acceptant els principis socialdemòcrates i una minoria que va escindir-se del partit per constituir grups comunistes. Entre el 1920 i el 1923 gairebé a tot arreu es van formar partits comunistes molt lligats a les orientacions de Moscou.

### Stalin s'imposa a l'URSS
La mort prematura de Lenin el gener de 1924 va desfermar una dura lluita pel poder a l'URSS. Els principals antagonistes van ser Lev Trotski i Josif Stalin, aleshores secretari general del PCUS, els quals es proclamaven hereus legítims de Lenin.
Gràcies al control sobre l'aparell, Stalin va aconseguir el suport de la majoria dels membres del partit i consolidà així el seu poder. El novembre de 1927, després d'un referèndum intern, el partit va repudiar les idees polítiques de Trotski i el van expulsar. Aleshores, Trotski va haver d'exiliar-se a Alma Ata (avui Almaty, al Kazakhstan). Dos anys més tard, Trotski va ser desterrat de l'URSS, i l'any 1940 va ser assassinat a Mèxic a mans d'un agent soviètic, el català Ramon Mercader.
L'any 1929, Stalin va ser reconegut com a màxim dirigent del partit i de l'Estat. A partir d'aleshores, va iniciar la sèrie de purgues que caracteritzarien els seus anys de mandat, i que van afectar en primer lloc els seus antics aliats durant la pugna amb Trotski. Aquests dirigents, sobretot Nikolai Bukharin i Aleksei Ríkov, van ser expulsats de la direcció del partit.
Des d'aleshores, Stalin solament va confiar en el seu control del partit i de la policia (dirigida per Béria) i en els companys que ell havia elevat al poder. Entre aquests van destacar Viatxeslav Mólotov, Valerian Vladímirovitx Kúibixev, Grígori K. Ordzhonikidze i Kliment Jefremovič Vorošilov.

### L'estalinisme
L'imperi de la burocràcia, el recurs arbitrari a la repressió de les masses, un desproporcionat culte a la personalitat del líder i l'execució dels enemics polítics van constituir els fonaments essencials de l'estalinisme. El terme "estalinisme" també ha estat usat per referir-se a les dictadures comunistes caracteritzades pels mateixos elements: la de Cambodja durant el règim de Pol Pot, la de Romania durant el govern de Nicolae Ceauşescu i la de Corea del Nord amb Kim Il-sung.
En els darrers anys de vida de Stalin, l'estalinisme va adquirir certes semblances amb una religió d'Estat; es va pretendre acotar la creativitat artística, i es va limitar a l'anomenat realisme socialista, i un fet semblant va passar amb les ciències socials, inclosa la lingüística, i les ciències naturals, especialment la genètica (treballs de Trofim Lissenko). Hom associa l'estalinisme amb l'afirmació de Stalin (criticada per Trotski) que, malgrat l'hostilitat dels Estats capitalistes veïns, era possible construir el "socialisme en un sol país", per tal com havia estat abandonat l'objectiu comunista primigeni d'internacionalitzar la revolució. Aquesta creença va permetre que els comunistes soviètics apel·lessin a l'orgull nacional rus, mentre que els revolucionaris d'altres països esperaven que es donés prioritat a la defensa de la "pàtria socialista".
El terme estalinisme també es fa servir per definir el model soviètic de suposada transició al socialisme que preconitzava Stalin, les notes bàsiques del qual van ser l'enfortiment de l'economia atorgant prioritat als béns de capital, la col·lectivització forçada i ràpida de l'agricultura, l'èmfasi en el principi de la "revolució des de dalt", feta amb severitat militar, i la insistència de la modernització sense tenir en compte el cost humà resultant.
Finalment, el qualificatiu "estalinista" es fa servir per descriure els comunistes que van seguir el model soviètic incondicionalment i entusiasta. Aquesta actitud es considerava una obligació de qualsevol comunista en vida de Stalin, però el terme va continuar fent-se servir quan en el XX Congrés del PCUS (1956) Nikita Khrusxov va denunciar el mateix estalinisme. D'aleshores ençà, s'ha aplicat a aquells que s'oposen a qualsevol intent de modernitzar, revisar o reformar la interpretació que Stalin va fer del marxisme.

### Nikita Khrusxov (1953-1964)
El 5 de març de 1953 mor Stalin i és nomenat Nikita Khrusxov com a secretari general del Comitè Central del Partit Comunista de la Unió Soviètica (PCUS) que s'acabaria imposant com la figura clau i dominant de l'URSS.
El febrer de 1956 Khrusxov en el seu informe a porta tancada davant el XX Congrés del PCUS, va denunciar els crims de Stalin. S'inicia una desestalinització acompanyada d'intents desordenats de reforma.
Durant aquest període, la Unió Soviètica inicià una espectacular sèrie de fites espacial. Llançant el primer satèl·lit artificial (l'Spútnik I) i envien a l'espai exterior el primer ésser viu (la gossa Laika) i el primer ésser humà (el cosmonauta Iuri Gagarin).
També va tenir lloc la crisi dels míssils de Cuba. Entre 1961 i 1963, els EUA instal·la míssils balístics a l'altre cantó de la frontera soviètica, a Turquia, i per compensar-ho, Khrusxov decideix instal·lar míssils a Cuba ( pàg. 234). Els EUA consideraven inacceptable la presència d'aquests míssils a Cuba i va amenaçar amb una guerra si els soviètics no els retiraven. Després d'uns dies molts tensos, es va arribar a un acord secret de retirar els míssils de Cuba i Turquia. Els míssils dels EUA que es van retirar de Turquia van ser classificats "d'obsolets" ( pàg. 234).

### Leonid Bréjnev (1964–1982)
L'any 1964 va ser destituït Khrusxov i Leonid Bréjnev va ser nomenat secretari general del Comitè Central del PCUS. És un període que s'anomenà posteriorment "estancament". La incapacitat de Bréjnev de dur a terme una reforma integral, va desaccelerar el creixement econòmic i va exacerbar la bretxa tecnològica amb Occident.
El govern, per intentar igualar la superioritat en armament dels EUA, va impulsar un nou, absurd i ruïnós programa d'armament que va incrementar considerablement les despeses en defensa durant els 20 anys posteriors a 1964 ( pàg. 250 i 471).
L'any 1979 va decidir d'intervenir a l'Afganistan, a petició del govern del país, atacat pels mujahidins, considerats islamistes radicals.

### Andrópov (1982-1984) i Txernenko (1984-1985)
A la mort de Bréjnev (1982), Iuri Andrópov, cap del KGB des de 1967, va ser nomenat secretari general del PCUS. Era molt conscient de la degradació de la Unió Soviètica i va iniciar les primeres reformes serioses de l'economia, però va morir al cap de dos anys. A la mort d'Andrópov el succeí Konstantín Txernenko, continuador de la política paralitzant de Bréjnev.

### Mikhaïl Gorbatxov (1985-1991)
Després dels breus secretaris generals Andrópov i Txernenko, Mikhaïl Gorbatxov es va convertir en cap del PCUS. En nom de la perestroika (reestructuració) i glàsnost (obertura), es va comprometre a reformar el sistema, però sense renunciar als seus principis bàsics. Però aquesta modificació real del clima polític no és suficient per aturar la caiguda del país.
La combinació de glàsnost, que implicava la desintegració de l'autoritat, amb una perestroika, que comportava la destrucció dels vells mecanismes que feien funcionar l'economia, sense proporcionar cap alternativa, va provocar el creixent deteriorament del nivell de vida dels ciutadans i portar al país a l'abisme ( pàg. 479). Les creixents dificultats del sistema i de Gorbatxov les van aprofitar alguns dirigents per enriquir-se per la via d'enderrocar el sistema. Es considera que la dissolució de la Unió Soviètica va iniciar-se amb la Guerra afganosoviètica i la posterior pèrdua del control sobre el territori amb les vagues a les mines de carbó d'Ucraïna i Sibèria i les inestabilitats a les nacionalitats no russes del Bàltic i el Caucas, però, segons el setmanari conservador anglès The Economist, "el sistema soviètic es va esfondrar quan els alts funcionaris van decidir obtenir beneficis econòmics dels seus privilegis i transformar-los en propietats". El 8 de desembre de 1991 els presidents les tres repúbliques eslaves (Rússia, Belarús i Ucraïna) constaten, a Minsk, la Unió Soviètica "ja no existeix".
Gorbatxov no va aconseguir l'objectiu de reformar la Unió Soviètica per garantir la seva viabilitat, però se li ha de reconèixer el mèrit d'haver acabat amb quaranta anys de guerra freda global ( pàg. 476).

## Bandera i Escut

La bandera soviètica.

La bandera de la Unió Soviètica correspon a l'emblema emprat des del seu establiment el 1922 fins a la seva dissolució el 1991.
Durant la seva història, la bandera va tenir diverses modificacions, però en general va mantenir la mateixa estructura des de la seva adopció el 12 de novembre de 1923. La bandera, en proporció 1:2, era completament vermella (el color del comunisme i al cantó tenia en daurat el símbol de la falç i el martell, amb una estrella roja amb vora daurada al damunt.
La bandera soviètica va tenir una gran importància per als diferents moviments de caràcter marxista, servint d'inspiració per a diferents emblemes, especialment a països comunistes durant l'era de la Guerra Freda. Així mateix, les diverses banderes de les repúbliques que conformaven la Unió Soviètica eren modificacions de la bandera nacional.

Primer escut de la Unió Soviètica.

L'escut de la Unió Soviètica mostrava els símbols tradicionals soviètics de la falç i el martell sobre un globus terraqüi, abraçat per dos feixos de blat envoltats per una cinta vermella amb el lema de la Unió Soviètica escrit en els diferents idiomes de les repúbliques soviètiques, en ordre invers al que són citades a la constitució de la Unió Soviètica. Dins dels feixos i sota el globus apareix hi ha un sol radiant, representant el futur i, damunt del conjunt, una estrella roja de cinc puntes. La versió emprada el 1991 tenia el lema en 15 idiomes, després que el 1956 l'RSS Carelo-Finlandesa fos integrada a la RSFS de Rússia com a República Socialista Soviètica Autònoma.
L'escut va ser adoptat el 1924, emprant-se fins a la dissolució de la Unió Soviètica el 1991. Tècnicament parlant, es tractava d'un emblema i no pas d'un escut d'armes, car no respecta les normes heràldiques. Tot i això, en rus sempre se l'ha anomenat герб, el terme emprat pels escuts d'armes tradicionals.
Cadascuna de les Repúbliques Socialistes Soviètiques i cadascuna de les Repúbliques Socialistes Soviètiques Autònomes tenien els seus propis escuts d'armes, clarament inspirats en el de la Unió Soviètica. L'escut de l'URSS també serví de base per a molts escuts d'estats socialistes, com els de la República Federal Socialista de Iugoslàvia o la República Democràtica Alemanya.

## Demografia

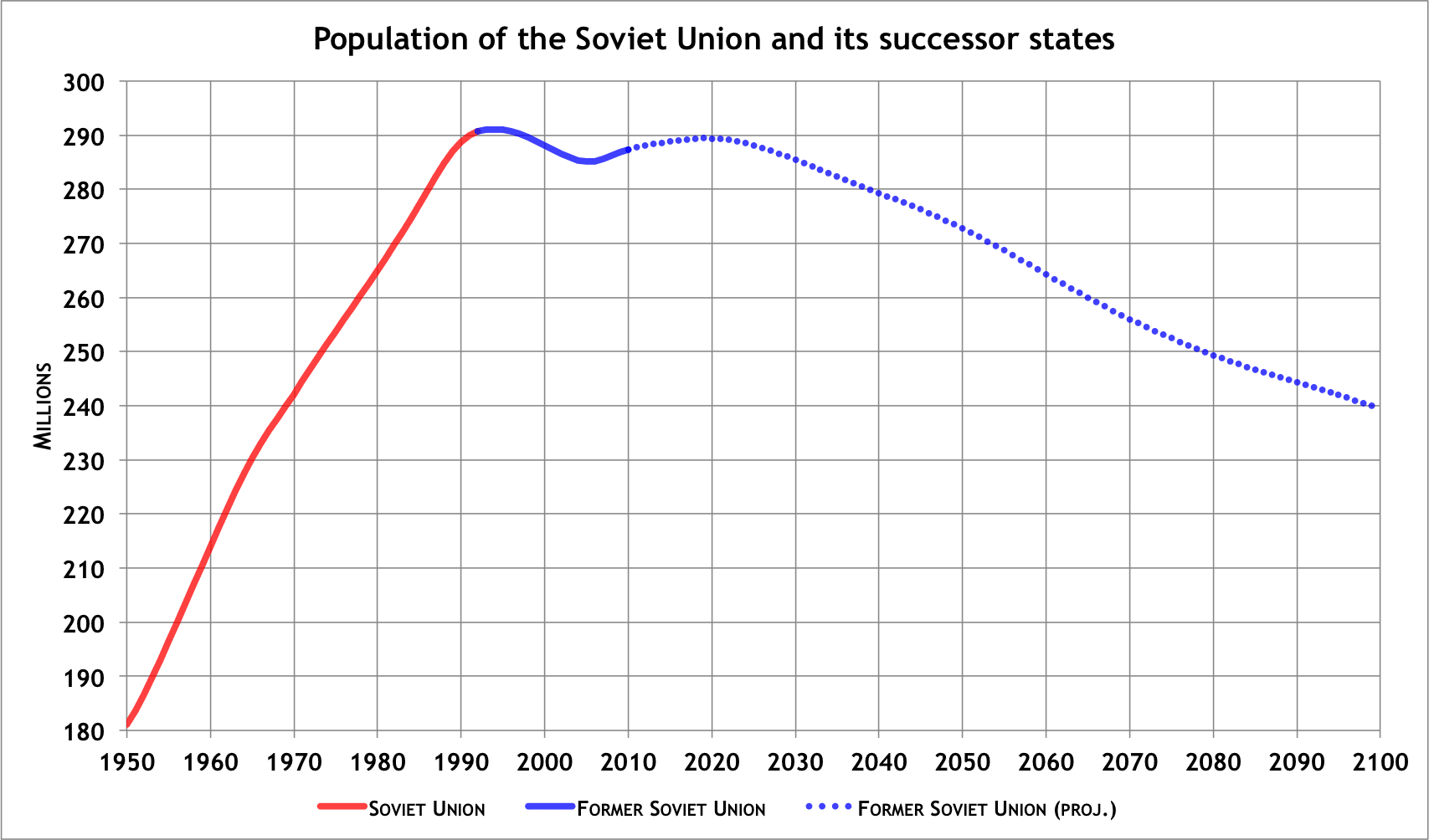
La població de l'URSS (vermell) i dels estats post-soviètics entre 1961 a 2009

Els cinquanta primers anys del segle XX a la Rússia tsarista i a la Unió Soviètica van estar marcats per una successió de desastres, cadascun d'ells acompanyats per una gran pèrdua de població. El gran nombre de morts durant el transcurs de la I Guerra Mundial i de la Guerra Civil (incloent-hi la fam de la postguerra) provocaren uns 18 milions de morts, uns 10 milions de morts a la dècada de 1930, i més de 26 milions entre 1940 i 1945. Com que una gran proporció dels morts durant la Segona Guerra Mundial eren homes joves, la població soviètica de postguerra va ser entre 45 i 50 milions menor que la prevista a les projeccions demogràfiques fetes el 1939.
La taxa de natalitat soviètica va caure d'un 44,0‰ el 1926 a un 18,0‰ el 1974, principalment a causa de l'increment de l'urbanisme i de l'augment d'edat en els matrimonis. La taxa de mortalitat mostrà un decreixement gradual, del 23,7‰ el 1926 a un 8,7‰ el 1974. En general, la taxa de naixements a les repúbliques meridionals de la Transcaucàsia i l'Àsia central era considerablement major que a les zones septentrionals de la Unió Soviètica, i en alguns casos fins i tot s'incrementaren durant el període posterior a la II Guerra Mundial, un fenomen parcialment atribuït a les menors taxes d'urbanització i als casaments tradicionalment joves que tenien lloc a aquelles repúbliques. La població de l'Europa soviètica es mogué cap a un nivell menor de substitució de fertilitat, mentre que la població de l'Àsia central soviètica continuà exhibint un creixement de transició demogràfica per damunt de la mitjana.
A la fi de la dècada de 1960 i durant la de 1970 es va produir un canvi en la trajectòria amb la baixa de la taxa de mortaldat a la Unió Soviètica, especialment notable entre els homes en edat de treballar, però principalment a Rússia i a altres zones predominantment eslaves del país. Una anàlisi de les dades oficials mostrà que després d'empitjorar a la fi dels 70 i inicis dels 80, la situació de la mortaldat entre els adults tornà a millorar. La mortaldat infantil s'incrementà del 24,7 el 1970 al 27,9 el 1974. Alguns autors han vist aquest augment una conseqüència de l'empitjorament de les condicions sanitàries i dels serveis. L'augment de la mortaldat no va ser defensada o explicada pels soviètics, i el govern simplement deixà de publicar les estadístiques de mortaldat durant deu anys. Els demògrafs soviètics i els especialistes en salut romangueren en silenci sobre els increments de la mortaldat fins a la fi de la dècada de 1980, en què es tornaren a publicar les dades de mortaldat i els investigadors van poder indagar en les causes reals.

### Educació
Abans de 1917, l'educació no era lliure, i era inaccessible (o pràcticament) per als nens de les classes baixes o camperoles. Anatoli Lunatxarski va ser el primer Comissari del Poble per a l'Educació de la Rússia Soviètica. A l'inici, les autoritats soviètiques van posar un gran èmfasi en l'eliminació de l'analfabetisme, i tots aquells que eren il·lustrats eren designats automàticament professors. Durant un breu període, la qualitat va ser sacrificada per la quantitat. La lluita contra l'analfabetisme es va saldar amb èxit, i el 1940 Stalin va poder anunciar que l'analfabetisme havia estat eliminat. A l'albada de la Gran Guerra Patriòtica el sistema educatiu soviètic s'expandí enormement. Aquesta expansió va tenir un efecte immens, i el 1960 pràcticament tots els nens soviètics tenien accés a l'educació (les úniques excepcions eren aquells que vivien en zones remotes del país). Nikita Khrusxov intentà millorar l'educació fent-la més accessible i mostrant als nens que l'educació anava de la mà amb les necessitats de la societat. L'educació també va ser una fita important quan es creà el Nou Home Soviètic.
L'educació era gratuïta per a tothom a la Unió Soviètica. L'accés pels ciutadans soviètics a l'educació primària, secundària i tècnica era el mateix que als Estats Units. L'accés a l'educació superior, en canvi, diferia enormement: a la Unió Soviètica només s'acceptaven un 20% de les demandes. Aquells que no eren acceptats o bé començaven al món laboral o aprenien una professió en una Escola Tècnica Vocacional o en un Technicum. Mentre que un ciutadà soviètic no podia ingressar a la universitat un cop havia estat rebutjar, els ciutadans estatunidencs podien pagar-se ells mateixos els estudis. Així, les estadístiques de 1986 mostraven clarament els efectes de la política de pagament americana, amb 517 estudiants per cada 10.000 habitants per només 181 soviètics.

### Grups ètnics
La Unió Soviètica era un país ètnicament molt divers, amb més de 100 grups ètnics clarament diferenciats dins les seves fronteres. La població estimada el 1991 era de 293 milions, sent el tercer país més poblat del món després de la Xina i l'Índia. Segons les estimacions de 1990, la majoria de la població eren russos (50,78%), seguit pels ucraïnesos (15,45%9 i els uzbeks (5,84%). Altres grups ètnics inclouen armenis, belarussos, georgians, alemanys, ossetes, romanesos, moldaus, tadjics, grecs, magiars, polonesos, gitanos, lituans, búlgars, letons, turcmans, tàrtars, baixkirs, xinesos, txuvaixos, jueus, kazakhs, azerbaidjanesos, caucàsics, uralians, mongols, tuvans, semites, iacuts, kets, coreans, cubans, i només l'1,6% de la població no provenia de Rússia. Principalment a causa de les diferències en els índexs de natalitat entre les nacionalitats soviètiques, la proporció de la població russa va disminuir progressivament durant el període de la postguerra.
Tots els ciutadans soviètics tenien la seva pròpia afiliació ètnica. Aquesta s'escollia als 16 anys. L'ètnia dels nens era escollida dels pares, i en cas de desacord entre aquests, el fill s'adscrivia al mateix grup ètnic que la mare. En part per les polítiques soviètiques, alguns dels grups ètnics menors van ser considerats com a part d'una ètnia major, com els mingrelians de l'RSS de Geòrgia, els quals, com que lingüísticament pertanyien a la família dels georgians, eren automàticament classificats com a georgians. Algunes ètnies s'assimilaren voluntàriament a la Unió Soviètica, mentre que d'altres van ser-ho a la força. Els russos, els belarussos i els ucraïnesos mantenien estrets lligams culturals entre si, fet que no succeïa amb altres grups. A causa de les múltiples nacionalitats situades en el mateix territori, els antagonismes nacionals es desenvoluparen durant els anys.

### Nacionalitats
L'extens estat multinacional que heretaren els bolxevics després de la revolució va ser creat per l'expansió tsarista durant gairebé 4 segles. Alguns grups de nacions s'uniren voluntàriament a l'estat, però la majoria van ser forçosament. Generalment, els russos i la majoria de la població no russa de l'Imperi compartien ben poca cosa pel que fa a cultura, religió o idioma. Sovint, dues o més nacionalitats diverses van ser posades al mateix territori. Per tant, els antagonismes nacionals es desenvoluparen durant els anys no només contra els russos, sinó que sovint entre algunes de les nacions també subjectes.

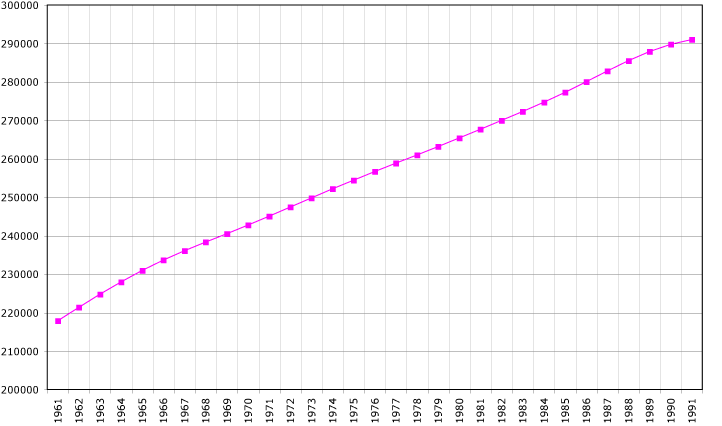
Evolució demogràfica de la Unió Soviètica.

Durant prop de 70 anys, els líders soviètics van mantenir que les friccions entre les moltes nacionalitats que conformaven la Unió Soviètica havien estat eliminades, i que la Unió Soviètica consistia en una família de nacions que vivien juntes en harmonia. Tot i això, el ferment nacional que va sacsejar la Unió Soviètica durant la dècada de 1980 provaren que aquesta afirmació no s'ajustava amb la realitat, car les religions i cultures tradicionals emergien a la menor oportunitat. Aquesta realitat a la qual s'enfrontaven Gorbatxov i els seus col·legues significà que, davant la poca confiança en l'ús tradicional de la força, van haver de trobar solucions alternatives a fi d'evitar la dissolució de la Unió Soviètica.
Les concessions concedides a les cultures nacionals i l'autonomia limitava tolerada a les repúbliques de la Unió durant els anys 20 van portar al desenvolupament d'elits nacionals i a un elevat sentit d'identitat nacional. La repressió subseqüent i la russificació provocaren el ressentiment contra la dominació de Moscou i van promoure el posterior creixement de les consciències nacionals. Els sentiments nacionals van ser exacerbats a l'estat multinacional soviètic per la competència incrementada pels recursos, serveis i treballs.

### Salut
Igual que en la majoria d'estats capitalistes més rics, el sistema sanitari soviètic no podia satisfer completament les necessitats sanitàries de la seva població.
El 1917, abans de l'alçament bolxevic, les condicions sanitàries russes estaven molt endarrerides respecte als països occidentals. Com Lenin va escriure posteriorment, "O bé els polls derrotaran el socialisme, o el socialisme derrotarà els polls". El principi soviètic de sistema sanitari va ser concebut pel Comissariat del Poble per a la Salut el 1918. La salut havia de ser controlada per l'Estat, que seria responsable de donar cura mèdica als seus ciutadans de manera gratuïta. El 42è article de la Constitució soviètica de 1977 dictava que tots els ciutadans tenien el dret a la protecció sanitària i l'accés lliure a les instal·lacions sanitàries soviètiques. Abans de la consolidació al poder de Leonid Bréjnev, la medicina socialitzada soviètica era tinguda en gran estima per molts especialistes estrangers. Aquesta opinió, però, canvià des de l'arribada al poder de Bréjnev, i el sistema sanitari va ser molt criticat durant l'època de Gorbatxov per les moltes fallades bàsiques en el sistema, com la baixa qualitat del servei i la poca previsió. El Ministre de Salut Ievgeni Txazov, durant el XIX Congrés del PCUS, mentre que lloava l'èxit soviètic en disposar dels millors metges i hospitals del món, reconeixia les deficiències del sistema i notava que milers de milions de rubles es perdien.
Després de l'arribada al poder dels comunistes, l'esperança de vida va créixer per a tots els segments de població. Les millores en l'esperança de vida dels soviètics van ser emprades per les autoritats per "provar" que el sistema socialista era superior al capitalista. Aquestes millores seguiren fins a la dècada de 1960, quan l'esperança de vida a la Unió Soviètica era superior a la dels Estats Units. Aquesta es va mantenir estable durant bastants anys, tot i que baixà durant la dècada dels 70 probablement a causa de l'abús de l'alcohol. La majoria de fonts occidentals senyalen l'augment del consum d'alcohol i el pobre sistema sanitari, teoria implícitament acceptada per les autoritats soviètiques. Al mateix temps, la mortalitat infantil també començà a incrementar-se. Després de 1974, les autoritats soviètiques deixaren de publicar estadístiques sobre aquests temes. Aquest fet pot explicar-se parcialment pel gran augment d'embarassos que hi havia a la zona asiàtica del país, on la mortalitat infantil era més alta, mentre que el nombre d'embarassos va caure a la més desenvolupada zona europea de la Unió Soviètica.

### Idiomes
Durant els primers temps del govern soviètic encapçalat per Lenin, van ser pocs els grups lingüístics que van rebre els seus propis sistemes d'escriptura per part de les autoritats. El desenvolupament d'aquests sistemes, en canvi, va ser un èxit tot i que es detectaren algunes mancances. Durant els darrers temps de la Unió, els països amb el mateix problema multilingüístic implementaren polítiques semblants. Un seriós problema per a les autoritats soviètiques en el moment de crear aquests sistemes d'escriptura va ser que aquestes llengües diferien dialècticament molt les unes de les altres. Quan un idioma havia rebut un sistema d'escriptura i apareixia en una publicació notable aquell idioma rebia un estatus "d'idioma oficial". Va haver-hi diverses llengües minoritàries que mai van rebre el seu propi sistema d'escriptura, i per tant, aquests pobles van ser forçats a tenir un segon idioma. Hi ha exemples on el govern soviètic retirà aquesta política, molt notablement sota el règim de Stalin, on es discontinuà l'educació en llengües minoritàries. Aquestes llengües van ser assimilades a una altra llengua, principalment el rus. Durant la Gran Guerra Patriòtica algunes llengües minoritàries van ser prohibides, acusant-se als qui les parlaven de col·laboració amb l'enemic. El rus, com a llengua més parlada a la Unió Soviètica, funcionà de facto com a llenguatge oficial com l'idioma de la comunicació interètnica (rus: язык межнационального общения) però només assolí l'estatus de facto d'idioma oficial nacional el 1990.

### Religió
El cristianisme i l'islam van ser les dues creences religioses amb més fidels dins de la Unió Soviètica. El cristianisme oriental predominava entre els cristians soviètics, amb l'Església Ortodoxa Russa tradicional com a major denominació cristiana a la Unió Soviètica. Sobre un 90% dels musulmans soviètics pertanyien a la branca sunnita, mentre que els xiïtes es concentraven a l'RSS de l'Azerbaidjan. Entre els grups de fidels minoritaris es trobaven els catòlics, els jueus, els budistes i una varietat de grups protestants.

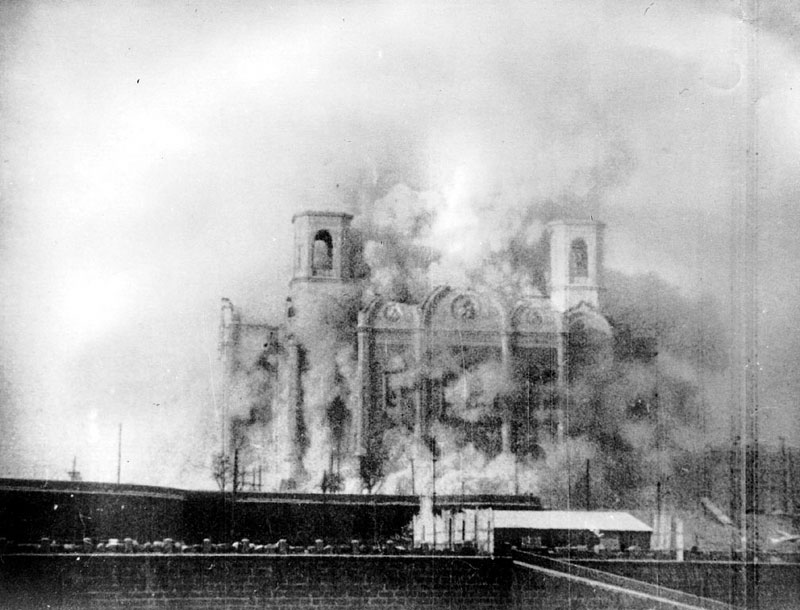
Demolició el 1931 de la Catedral de Crist Salvador de Moscou.

La influència religiosa havia sigut molt gran a l'Imperi Rus, on l'Església Ortodoxa Russa gaudia d'un estatus privilegiat com a l'església dels monarques i prenia part en les funcions oficials de l'Estat. El període immediat posterior a l'establiment de l'estat soviètic comportà una lluita contra l'Església Ortodoxa, a la que els revolucionaris consideraven com un aliat de les classes governants.
Segons la llei soviètica, la llibertat a realitzar serveis religiosos estava garantida constitucionalment, encara que el Partit Comunista veia les creences religioses com incompatibles amb l'esperit marxista de materialisme científic. A la pràctica, el sistema soviètic realitzà una magra interpretació d'aquest dret, i portà a terme una sèrie de mesures oficials per descoratjar la religió i impedir l'activitat dels grups religiosos.
El decret de 1918 del Consell de Comissaris del Poble establia la RSFS de Rússia com un estat secular, decretant també que l'ensenyament de la religió allà on es realitzin tasques d'ensenyament general està prohibit. Els ciutadans poden ensenyar i aprendre religió, però privadament. Entre altres restriccions, les adoptades el 1929, quan Stalin feia 5 anys que estava en el poder, incloïen les prohibicions expresses d'un ampli ventall d'activitats religioses, que incloïen les trobades a les esglésies per ensenyar la Bíblia. Els centres religiosos van ser clausurats a centenars durant les dècades de 1920 i 1930. El 1940, gairebé un 90% de les esglésies, sinagogues i mesquites que funcionaven el 1917 estaven tancades; i molts dels seus seguidors van ser enviats als Gulags.
Convençut que l'antisovietisme religiós havia estat quelcom del passat, el règim de Stalin començà a adoptar una política religiosa més moderada a la fi de la dècada de 1930. Els establiments religiosos van rebre el suport del règim durant la Gran Guerra Patriòtica contra l'Alemanya Nazi. Entre altres facilitats a la fe religiosa, les esglésies van tornar a ser obertes, Ràdio Moscou començà a emetre una hora religiosa, i el 1943 tingué lloc una trobada històrica entre Stalin i el cap de l'Església Ortodoxa Russa, el Patriarca Sergi I. La tendència general durant aquest període va ser incrementar les activitats religioses entre els creients de qualsevol fe.
El govern soviètic, però, topà de nou amb les esglésies durant el lideratge de Nikita Khrusxov entre 1958 i 1964, un període en què l'ateisme va emfatitzar-se al currículum educatiu i en què nombroses publicacions estatals promogueren les opinions atees. Durant el mandat de Khrusxov, el nombre d'esglésies va caure de 20.000 a 10.000 en només 6 anys, i el nombre de sinagogues va caure de 500 a només 97; i el de mesquites va caure de 1500 a 500 en només una dècada.
Les institucions religioses van seguir tutelades pel govern soviètic, però se'ls donà una mica de màniga ampla durant l'era de Bréjnev. Les relacions oficials entre l'Església Ortodoxa i el govern soviètic arribaren al punt en què Bréjnev condecorà en dues ocasions al Patriarca Alexis I (incloent-hi l'Orde de la Bandera Roja del Treball). Una enquesta duta a terme el 1982 va concloure que un 20% de la població soviètica es definia com a "creient religiós actiu".

## Cultura
La cultura de la Unió Soviètica passà per diverses etapes durant els seus 70 anys d'existència. Durant els onze primers anys de Revolució (1918-1929) va haver-hi una relativa llibertat en la qual els artistes van poder experimentar amb diversos estils en un esforç per tal de trobar un estil artístic soviètic distintiu. Lenin volia que l'art fos accessible al poble rus. Malgrat això, centenars d'intel·lectuals, escriptors i artistes van ser exiliats i els seus treballs van ser prohibits (com, per exemple, Nikolai Gumilev, afusellat per conspirar contra el règim bolxevic, o Ievgeni Zamiatin, prohibit). El govern fomentà una varietat de tendències. A l'art i a la literatura proliferaren nombroses escoles, tant d'estil tradicional com radicalment experimental. Els escriptors comunistes Maxim Gorki i Vladímir Maiakovski van estar actius durant aquest període. El cinema també va rebre el suport de l'Estat; molts dels millors treballs de Sergei Eisenstein daten d'aquest període.
Més tard, durant el període estalinista, la cultura soviètica es caracteritzà pel seu suport vers el realisme socialista, alhora que es reprimien la resta de tendències, tot i rares excepcions (com els treballs de Mikhaïl Bulgàkov). Molts artistes van ser detinguts i executats,
| « | Tant més que silenciar veus incòmodes, l'objectiu de la liquidació sistemàtica dels intel·lectuals durant les primeres dècades de la Unió Soviètica era reduir el terreny de la reflexió, els dubtes, la pluralitat, l'ambigüitat, el subjectivisme, el retir a esferes de pensament i espiritualitat privats, l'eclecticisme, les contradiccions, en resum, també la vida interior i "l'ànima": complicacions innecessàries dins d'una economia socialista on no hi havia d'haver malversació, complicacions que convenia suprimir quant més de pressa millor per forjar una societat més coherent, monolítica, eficient i fàcilment mal·leable i dirigible. | » |

Després del desglaç de Khrusxov la censura disminuí, encara que mai no s'eliminà completament. L'experimentació més gran en formes artístiques tornà a estar permesa, amb el resultat que treballs crítics més sofisticats i subtils començaren a ser produïts. El règim afluixà el seu èmfasi cap al realisme socialista; així, per exemple, molts dels protagonistes de les novel·les de Iuri Trífonov es referien als problemes de la vida quotidiana més aviat que referir-se a la construcció del socialisme. Durant aquest darrer període es desenvolupà una literatura dissident subterrània, coneguda com a samizdat. A l'època de Khrusxov l'arquitectura se centrà sobretot en un disseny funcional, en clar contrast amb l'estil clarament adornat de l'època de Stalin.
Durant la segona meitat de la dècada de 1980, les polítiques de perestroika i glasnost de Gorbatxov comportaren una significativa llibertat d'expressió als mitjans i a la premsa.

## Festivitats
| Data                          | Nom català                          | Nom local                                    | Notes                                                                   |
| ----------------------------- | ----------------------------------- | -------------------------------------------- | ----------------------------------------------------------------------- |
| 1 de gener                    | Cap d'any                           | Новый Год                                    |                                                                         |
| 23 de febrer                  | Dia de l'exèrcit soviètic           | День Советской Армии и Военно-Морского Флота | Revolució de febrer 1917, constitució de l'Exèrcit Roig, 1918           |
| 8 de març                     | Dia de la Dona Treballadora         | Международный Женский День                   |                                                                         |
| 12 d'abril                    | Dia del primer vol a l'espai        | День Космонавтики                            | El dia que Iuri Gagarin va realitzar el primer vol a l'espai.           |
| 1 de maig                     | Festa del treballador               | Первое Мая - День Солидарности Трудящихся    |                                                                         |
| 9 de maig                     | Dia de la Victòria                  | День Победы                                  | Capitulació de l'Alemanya Nazi, 1945                                    |
| 7 d'octubre                   | Dia de la Constitució de l'URSS     | День Конституции СССР                        | Proclamació de la nova Constitució soviètica al 1977                    |
| 7 de novembre i 8 de novembre | Gran Revolució Socialista d'Octubre | Седьмое Ноября                               | La Revolució d'Octubre de 1917; és actualment anomenada День Примирения |